# إسبانيا
إسبانيا (بالإسبانية: España)، رسمياً مملكة إسبانيا (بالإسبانية: Reino de España) هي دولة ذات سيادة وعضو في الاتحاد الأوروبي تقع في جنوب غرب أوروبا في شبه الجزيرة الأيبيرية. يحد برها الرئيسي من الجنوب والشرق البحر الأبيض المتوسط باستثناء الحدود البرية الصغيرة مع إقليم ما وراء البحار البريطاني جبل طارق. يحدها من الشمال فرنسا وأندورا وخليج بسكاي، وإلى الشمال الغربي والغرب المحيط الأطلسي والبرتغال.
تضم الأراضي الإسبانية أيضاً جزر البليار في البحر الأبيض المتوسط وجزر الكناري في المحيط الأطلسي قبالة الساحل الأفريقي واثنتين من مدن الحكم الذاتي في شمال أفريقيا هما سبتة ومليلية. علاوة على ذلك، تقع بلدية ييفيا الإسبانية كمكتنف داخل الأراضي الفرنسية. تبلغ مساحتها 504.030 كم² وبذلك تكون ثاني أكبر بلد من حيث المساحة في أوروبا الغربية والاتحاد الأوروبي بعد فرنسا.
خضعت إسبانيا بسبب موقعها لمؤثرات خارجية كثيرة منذ عصور ما قبل التاريخ وحتى بزوغها كدولة. خرجت إسبانيا كبلد موحد في القرن الخامس عشر وذلك بعد توحيد الممالك الكاثوليكية والسيطرة على كامل شبه الجزيرة الأيبيرية في 1492. من ناحية أخرى، كانت إسبانيا مصدر نفوذ هام في مناطق أخرى خلال العصور الحديثة، عندما أصبحت إمبراطورية عالمية خلفت إرثاً يضم أكثر من 500 مليون ناطق بالإسبانية، مما يجعلها ثاني اللغات الأم استخداماً.
تعدّ إسبانيا دولة ديمقراطية ذات حكومة برلمانية في ظل نظام ملكي دستوري. وتعد إسبانيا أيضا من البلدان المتقدمة حيث أن اقتصادها المرتبة الرابعة عشر في قائمة أكبر اقتصادات في العالم من حيث الناتج المحلي الإجمالي الاسمي، كما أن مستويات المعيشة مرتفعة جداً وتقع (في المرتبة العشرين على مؤشر التنمية البشرية)، وأيضاً في المرتبة العاشرة من حيث معيار جودة الحياة في العالم في عام 2005. إسبانيا عضو في الأمم المتحدة والاتحاد الأوروبي وحلف شمال الأطلسي ومنظمة التعاون والتنمية الاقتصادية ومنظمة التجارة العالمية.

## أصل التسمية
كانت إسبانيا تُسمّى«اسفانية» و«اشبانية» في المصادر العربية القديمة، على اسم ملك قديم كان اسمه إشبان بن طيطش.
لا يزال أصل تسمية إسبانيا بهذا الاسم محط جدل، فقد يكون الاسم الروماني القديم لأيبيريا، هسبانيا، نابعاً من الاستخدام الشعري لكلمة هيسبيريا والتي تشير إلى إسبانيا، والتي بدورها تعكس التصور اليوناني لإيطاليا بأنها «الأرض الغربية» أو «أرض غروب الشمس» (هيسبيريا) وبالتالي تكون إسبانيا هسبيريا ألتيما (أرض الغروب القاصية) كونها إلى الغرب من إيطاليا.
وقد تكون التسمية أيضاً اشتقاقاً من إسبانية البونيقية والتي تعني «أرض الأرانب» أو «الحافة»، في إشارة إلى موقع إسبانيا على الطرف الغربي للبحر الأبيض المتوسط؛ تظهر النقود الرومانية في المنطقة من عهد هادريان شخصية أنثى وأرنب عند قدميها.
هناك أيضاً اعتقادات بأن كلمة إسبانيا مشتقة من الكلمة الباسكية إزبانا ومعناها «الحافة» أو «الحدود»، وهي إشارة أخرى إلى حقيقة أن شبه جزيرة أيبيريا تشكل الجنوب الغربي من القارة الأوروبية.
بينما يقترح الإنساني أنطونيو دي نبريخا أن كلمة هسبانيا تطورت من كلمة هيسباليس الأيبيرية، ومعناها «مدينة العالم الغربي». وفقاً لبحث جديد قام به خيسوس لويس كونكيلوس ونشر في عام 2000 باسم غراماتيكا فينيسيا اليمينتال (القواعد الأساسية الفينيقية)، يعود جذر المصطلح -سبان إلى -سبي وهو ما يعني «صهر المعادن». ولذلك i-spn-ya تعني «الأرض التي يجري صهر المعادن فيها».

## التاريخ

### ما قبل التاريخ والشعوب ما قبل الرومان
تشير البحوث الأثرية في أتابويركا إلى أن شبه الجزيرة الأيبيرية كانت مأهولة بأسلاف البشر منذ 1.2 مليون عاماً. وصل البشر الحديثون شبه الجزيرة لأول مرة من الشمال سيراً على الأقدام منذ 32.000 سنة مضت. أفضل القطع الأثرية المعروفة من هذه المستوطنات البشرية ما قبل التاريخ هي اللوحات الشهيرة في كهف ألتميرا في كنتابريا في شمال أيبيريا والتي تم إنشاؤها حوالي 15.000 ق.م من قبل كرو-ماغنونس.
توحي الأدلة الأثرية والجينية بقوة أن شبه الجزيرة الأيبيرية كانت واحدة من الملاجئ الكبرى التي ساهمت في إعادة استيطان شمال أوروبا بعد نهاية العصر الجليدي الأخير.
سكن الجزيرة شعبان رئيسيان تاريخياً هما الأيبيريون والسلتيون، حيث استوطن الشعب الأول جانب البحر الأبيض المتوسط من الشمال الشرقي إلى الجنوب الغربي، بينما سكن السلتيون جانب الأطلسي في الشمال والجزء الشمالي الغربي من شبه الجزيرة. في الجزء الداخلي من شبه الجزيرة، حيث كان كلا الفريقين على اتصال، نشأت ثقافة مختلطة مميزة تعرف باسم سلتأيبيرية. استوطن الباسك المنطقة الغربية لسلسلة جبال البيرينيه والمناطق المتاخمة. ظهرت جماعات عرقية أخرى على طول المناطق الساحلية لجنوب شبه الجزيرة.
برزت في جنوب شبه الجزيرة المدينة شبه الأسطورية تارتيسوس (تقريباً 1100 قبل الميلاد)، والتي عرفت بتجارة سلع مصنوعة من الذهب والفضة مع الفينيقيين واليونانيين والتي وثقها كل من سترابون وسفر نشيد الأنشاد. بين حوالي 500-300 قبل الميلاد أسس الفينيقيون والإغريق البحارة مستعمرات تجارية على طول سواحل البحر المتوسط. سيطر القرطاجيون لفترة وجيزة على جزء كبير من الساحل المتوسطي لشبه الجزيرة، حتى هزمهم الرومان في الحروب البونيقية.

### الإمبراطورية الرومانية ومملكة القوط
خلال الحرب البونيقية الثانية، نجحت الإمبراطورية الرومانية في السيطرة على المستوطنات القرطاجية التجارية على طول ساحل البحر المتوسط ما بين 210-205 قبل الميلاد تقريباً. استغرق الرومان فترة طويلة لاستكمال الاستيلاء على شبه الجزيرة الأيبيرية، على الرغم من أنهم سيطروا على أغلبها لأكثر من ستة قرون. جلب الحكم الروماني للمنطقة القانون واللغة والطرق.
بدأت الثقافتان السلتية والأيبيرية والباسكية بالتأثر بالحضارة الرومانية بدرجات مختلفة في مختلف أجزاء هيسبانيا. كما دخل الزعماء المحليون في الطبقة الأرستقراطية الرومانية. خدمت هيسبانيا بمثابة مخزن الحبوب في السوق الرومانية، بينما صدرت موانئها الذهب والصوف وزيت الزيتون والنبيذ. تطور الإنتاج الزراعي مع تقديم مشاريع الري والتي لا يزال بعضها قيد الاستخدام. ولد الأباطرة تراجان وثيودوسيوس الأول والفيلسوف سنكا في هسبانيا. ظهرت المسيحية في هيسبانيا في القرن الميلادي الأول وأصبحت ذات شعبية في المدن في القرن الثاني الميلادي. تعود معظم لغات إسبانيا الحالية والدين وأساس القوانين إلى هذه الفترة.
بدأ الضعف يدب في حكم الإمبراطورية الرومانية الغربية في هسبانيا في 409، عندما عبرت الشعوب الجرمانية مثل السويبيون والفاندال الجرمان والألان السرماتيون نهر الراين ونهبوا بلاد الغال، حتى بدأ نفوذ القوط الغربيين بدفعهم نحو أيبيريا في نفس العام. أنشأ السويبيون مملكة في ما هو اليوم غاليسيا الحديثة وشمال البرتغال. مع تفكك الإمبراطورية الغربية، أصبحت القاعدة الاجتماعية والاقتصادية مبسطة كثيرًا ولكن حتى في صيغتها المعدلة، حافظت الأنظمة التي خلفت الرومان على العديد من المؤسسات والقوانين التي ورثتها منهم بما فيها المسيحية.
أنشأ فاندال هاسدينغي حلفاء الألان مملكة في غالايسيا أيضاً، والتي ضمت المنطقة ذاتها ولكنها تمتد جنوباً إلى نهر دويرو. بينما احتل فاندال سيلينغي المنطقة التي لا تزال تسمى نوعاً ما باسمهم فاندالوسيا وهي أندلوسيا الحديثة في إسبانيا. بينما أنشأ البيزنطيون مكتنف إسبانيًا في الجنوب بقصد إحياء الإمبراطورية الرومانية في جميع أنحاء أيبيريا. في نهاية المطاف وحدت هسبانيا تحت حكم القوط الغربيين.

### أيبيريا الإسلامية
فتحت أغلب شبه الجزيرة في القرن الثامن (711-718) بيد جيوش المسلمين القادمة من شمال أفريقيا. كانت هذه الفتوحات جزءاً من فتوحات الخلافة الإسلامية الأموية. تمكنت فقط منطقة صغيرة جبلية في الشمال الغربي من شبه جزيرة من مقاومة الفتح الأولي.
بموجب الشريعة الإسلامية، جرت معاملة المسيحيين واليهود معاملة أهل الذمة. حيث يسمح هذا الوضع للمسيحيين واليهود بممارسة دياناتهم كأهل الكتاب وكان عليهم دفع الجزية. وعلى الرُغم من التمازج والعيش السلمي بين المُسلمين والمسيحيين في الأندلُس، فإنَّ بعض الثورات الطائفيَّة أو المصبوغة بصبغةٍ طائفيَّة قد وقعت بين الحين والآخر لِأسبابٍ مُختلفة، منها ثورة عُمر بن حفصون المُعارض لِسُلطة الدولة الأُمويَّة، وقد استمرَّت 49 سنة (267هـ - 316هـ)، وقضيَّة شُهداء قُرطُبة المُثيرة للجدل.
تطور اعتناق الإسلام بوتيرة متزايدة باستمرار. يعتقد بأن المولدون (المسلمون من أصول عرقية أيبيرية) قد شكلوا غالبية سكان الأندلس في نهاية القرن العاشر.
كان المجتمع الإسلامي ذاته في شبه الجزيرة الأيبيرية متنوعاً وعانى من بعض التوترات الاجتماعية. اصطدم الأمازيغ من شمال أفريقيا والذين شكلوا الجزء الأكبر من الجيوش الغازية بالقيادات الإسلامية القادمة من عاصمة الخلافة. مع مرور الوقت ترسخت المجتمعات المغاربية في أيبيريا ولا سيما في وادي نهر الوادي الكبير والسهل الساحلي لفالنسيا ووادي نهر أبرة وفي المنطقة الجبلية من غرناطة بعد سقوط الإمارات الأخرى.
كانت قرطبة عاصمة الخلافة والأكبر والأغنى والأكثر تطوراً في أوروبا الغربية. ازدهرت التجارة المتوسطية والتبادل الثقافي. جلب المسلمون التقاليد الفكرية العريقة من الشرق الأوسط وشمال أفريقيا. بينما لعب العلماء المسلمون واليهود دوراً هاماً في إحياء وتوسيع تعلم اليونانية الكلاسيكية في أوروبا الغربية. تفاعلت الثقافة اللاتينية لشبه الجزيرة مع الثقافة الإسلامية بطرق معقدة، مما منح المنطقة ثقافة مميزة. خارج المدن، حيث عاش أغلب السكان، ظل نظام ملكية الأرض كما هو منذ العصر الروماني دون تغيير حيث أن القادة المسلمين نادراً ما استبدلوا ملاك الأراضي. أدخلت محاصيل وتقنيات زراعية جديدة أدت إلى تطور الزراعة في المنطقة.
في القرن الحادي عشر، دخل الحكم الإسلامي حقبة ملوك الطوائف المتناحرة مما سمح للدول المسيحية الصغيرة بالتوسع. استعاد المرابطون ومن بعدهم الموحدون وحدة الأراضي الإسلامية، مع تطبيق أكثر صرامة للإسلام، تزامن ذلك مع نهضة في ثروات المسلمين. شهدت هذه الفترة عودة سلطة الدولة الإسلامية والتي شهدت أكثر من قرن من النجاحات وعكست المكاسب الجزئية التي حققتها الممالك المسيحية.

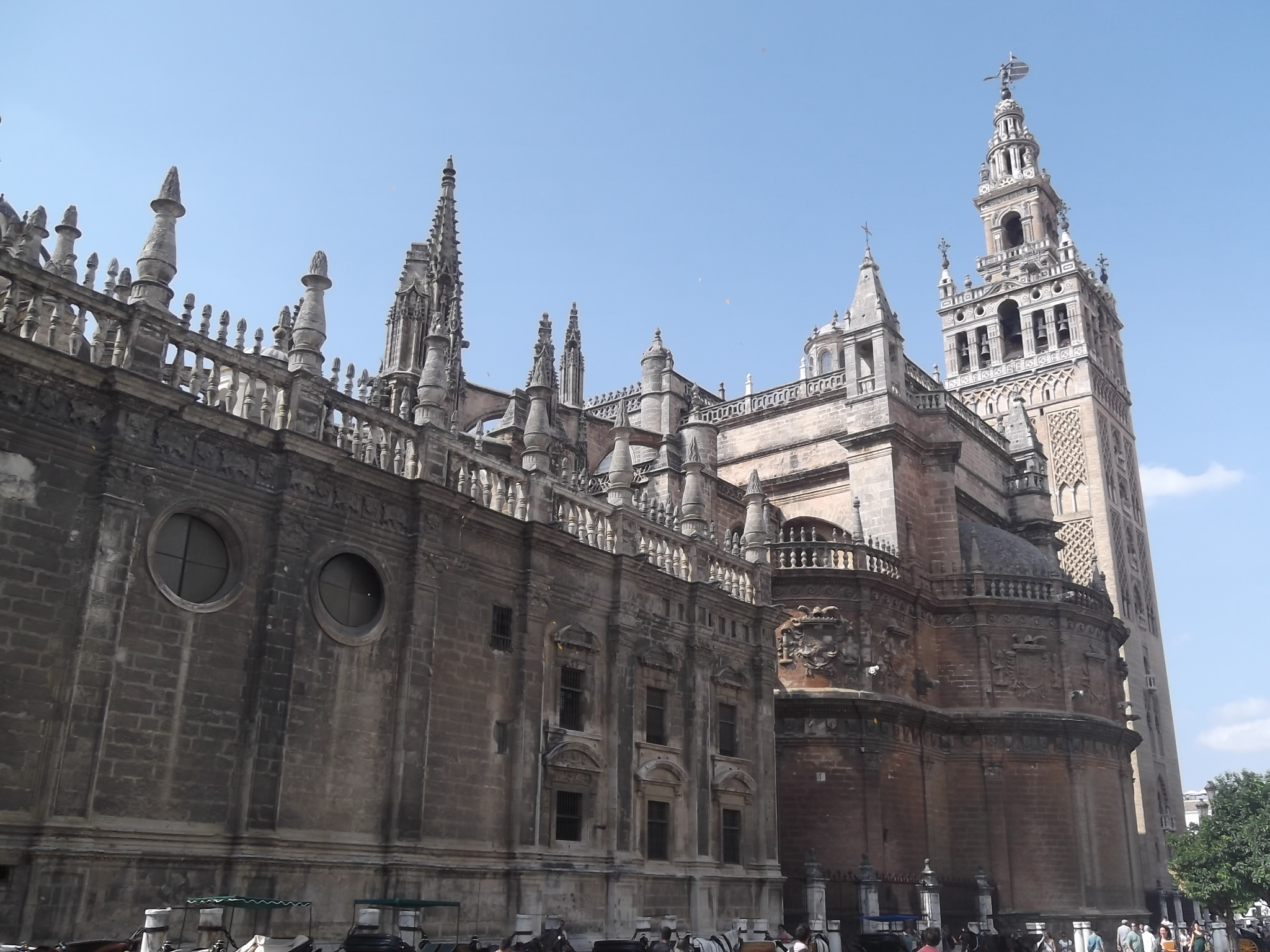
كاتدرائية إشبيلية ومئذنة المسجد الكبير.

### سقوط الأندلس وتوحيد البلاد

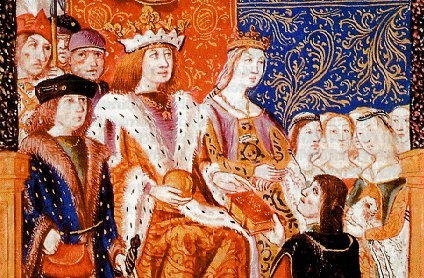
الملكان الكاثوليكيان إيزابيلا الأولى وفرناندو الثاني.

فترة سقوط الأندلس هي حقبة دامت عدة قرون من توسع الممالك المسيحية في أيبيريا. تعدّ معركة كوفادونجا بداية هذا العهد في عام 722 وتزامنت مع فترة الحكم الإسلامي لشبه الجزيرة الأيبيرية. أدى انتصار الجيوش المسيحية على المسلمين في تلك المعركة لتشكيل مملكة أستورياس على طول الجبال الساحلية شمال غرب البلاد. انتقلت جيوش المسلمين إلى الشمال من جبال البرانس، ولكنهم هزموا على يد قوات الفرنجة في معركة بلاط الشهداء.
بعد ذلك، تراجعت جيوش المسلمين إلى مواقع أكثر أمناً جنوب جبال البرانس حيث اتخذت من واديي نهري أبرة ودويرو حدوداً. سيطرت القوات المسيحية على غاليسيا في 739 والتي استضافت أحد أقدس المواقع في أوروبا في العصور الوسطى، سانتياغو دي كومبوستيلا. بعد ذلك بفترة وجيزة، أنشأت قوات الفرنجة مقاطعات مسيحية على الجانب الجنوبي من جبال البرانس، نمت هذه المقاطعات لتصبح ممالك. شملت هذه الأراضي نافار وأراغون وكاتالونيا.
ساعد دخول الأندلس في فترة ملوك الطوائف المتنافسة الممالك المسيحية. مثل الاستيلاء على مدينة طليطلة الإستراتيجية في 1085 تحولاً كبيراً في ميزان القوى لصالح الممالك المسيحية في أيبيريا. بعد العودة القوية للحكم الإسلامي في القرن الثاني عشر، سقطت المعاقل الإسلامية الرئيسية في الجنوب بيد الممالك المسيحية في القرن الثالث عشر - قرطبة 1236 وإشبيلية 1248 - ولم يتبقى سوى إمارة مسلمة في غرناطة في الجنوب.
في القرنين الثالث عشر والرابع عشر قامت الدولة المرينية التي كان مقرها شمال أفريقيا بغزو شبه الجزيرة وأنشأت بعض الجيوب على الساحل الجنوبي لكنها فشلت في إعادة تأسيس الحكم الإسلامي في أيبيريا ولم تستمر لفترة طويلة. شهد القرن الثالث عشر أيضاً توسع تاج أراغون المتمركز في شمال شرق إسبانيا إلى جزر البحر الأبيض المتوسط إلى صقلية وصولاً إلى أثينا. في هذه الفترة تقريباً تأسست جامعات بلنسية (1212/1263) وسالامانكا (1218/1254). دمر الموت الأسود البلاد بين عامي 1348 و1349.

### الإمبراطورية الإسبانية

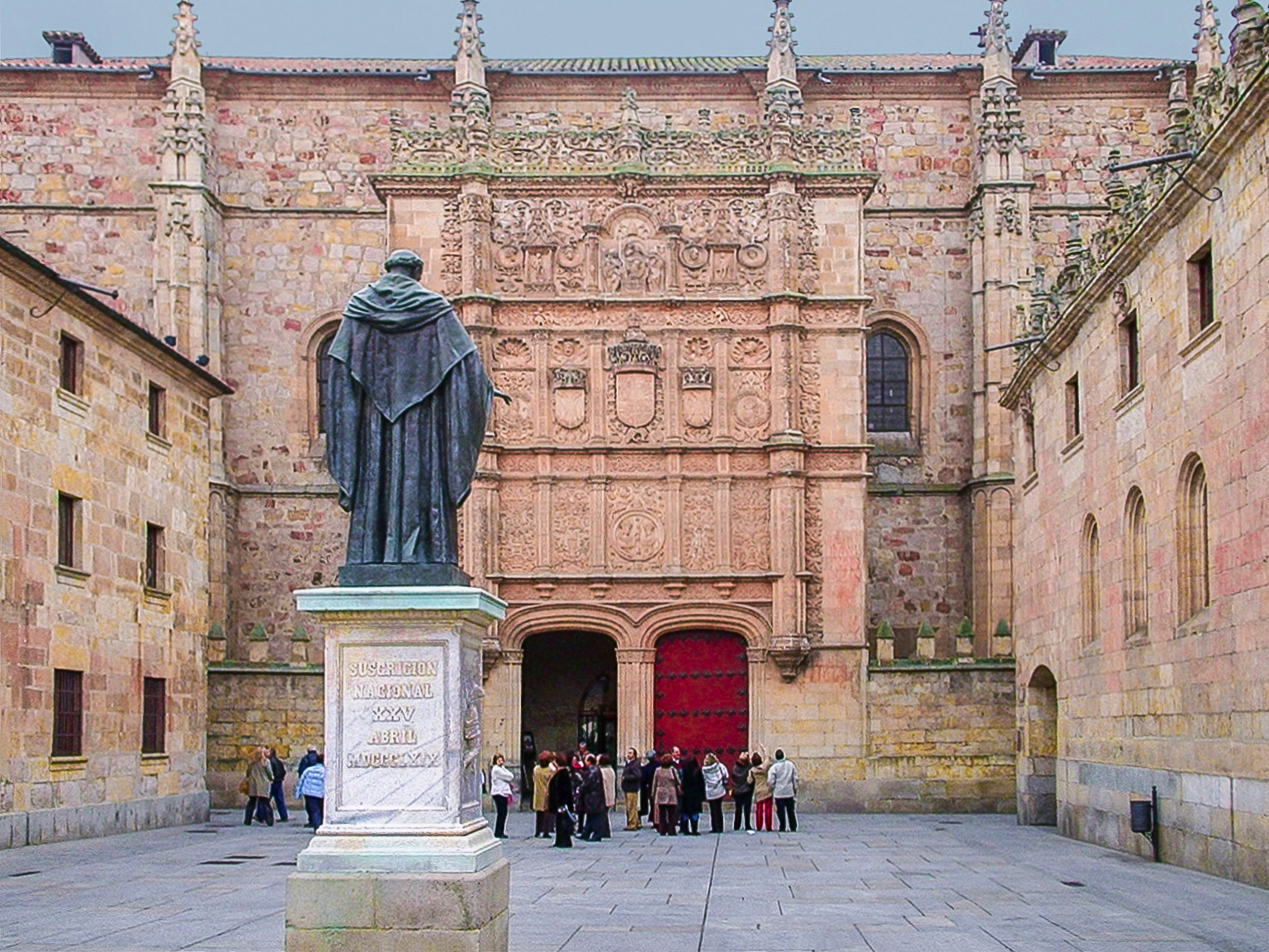
سالامانكا هي إحدى مواقع التراث العالمي. وفيها مدرسة سلامانكا حيث الأصل الفكري للقانون الدولي الحديث.

توحد تاجا مملكتي قشتالة وأراغون في عام 1469 بزواج إيزابيلا الأولى ملكة قشتالة بملك أراغون فرديناند الثاني. شهدت سنة 1478 السيطرة التامة على جزر الكناري وفي 1492 قامت القوات المشتركة من قشتالة وأراغون بالاستيلاء على إمارة غرناطة وإنهاء 781 عاماً من الحكم الإسلامي في أيبيريا. ضمنت معاهدة غرناطة التسامح الديني تجاه المسلمين. ومع أن ذلك التسامح هو جزئي فقط. وفي سنة 1492 أمر فيها اليهود في إسبانيا بالتحول إلى الكاثوليكية أو مواجهة الطرد من الأراضي الإسبانية خلال فترة محاكم التفتيش. بعد سنوات قليلة وفي أعقاب الاضطرابات الاجتماعية واجه المسلمون الطرد أيضاً بعد ثورة البشرات.
وشهدت سنة 1492 أيضاً وصول كريستوفر كولومبس إلى العالم الجديد في رحلة مولتها إيزابيلا. وهي أول رحلة عبرت الأطلسي ووصلت إلى جزر الكاريبي، فاتحة بذلك عصر الاستكشاف الأوروبي وغزو الأمريكتين، ومع قناعته أنه وصل إلى الشرق. بدأ استعمار الأمريكتين مع الغزاة أمثال إرنان كورتيس وفرانثيسكو بيثارو. وكان التمازج هو الحكم بين الثقافة الأوروبية والمحلية وبين الناس.
وكما هو الحال في الأنظمة الملكية في عصر النهضة قام فرديناند وإيزابيلا بمركزة السلطة الحاكمة على حساب النبلاء المحليين، وأصبحت كلمة إسبانيا تستخدم للدلالة على كامل المملكتين. بعد التعديلات الواسعة التي قاما بها من النواحي السياسية والقانونية والدينية والعسكرية، برزت إسبانيا باعتبارها القوة العالمية الأولى.

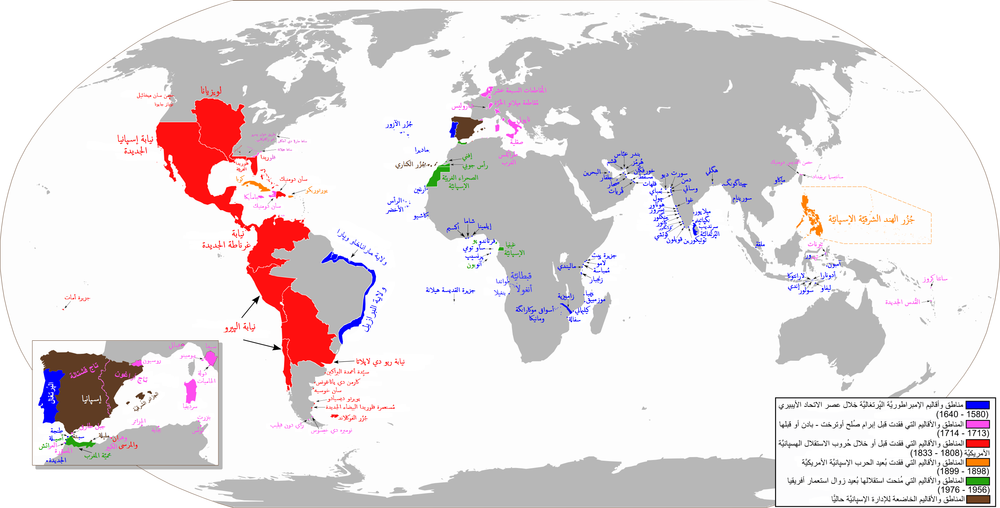
نفوذ الإمبراطورية الإسبانية التاريخي.

وضع توحيد عرشي أراغون وقشتالة أساس إسبانيا الحديثة والإمبراطورية الإسبانية. على الرغم من أن كل إقليم احتفظ بإدارة ومكون قضائي خاص به وعملة ولغة خاصة به. فالوحدة لاتعني نظام موحد. وأعتبر الملوك الكاثوليك ملوك بنّاؤون، فقد رمّموا الكاتدرائيّات، وبنوا أديرة في المُدُن وصروحًا كبيرة مدنيّة (كالمستشفيات). لكنّ المتوسّط فَقَدَ، في النصف الثاني من القرن الخامس عشر، الأولويّة التي كان قد اكتسبها منذ نهاية القرن الحادي عشر. فكان المستقبل من شأن الأمم وسُفُن الأطلسيّ.
عندما استلم أول ملوك الهابسبورغ كارلوس الأول الحكم في إسبانيا إندلعت بوجه نظامه الإمبراطوري الاستبدادي ثورتان قويتان: ثورة العوام في قشتالة وثورة الأخوة في مايوركا وبلنسية، إلا أنه قمعهما بعد سنة. أصبحت إسبانيا القوة الرائدة في أوروبا خلال القرن 16 وأغلب القرن 17 وهو موقف عززته التجارة والثروة القادمة من المستعمرات. وصلت الإمبراطورية ذروتها خلال عهدي أول ملكين من آل هابسبورغ - كارلوس الأول (1516-1556) وفيليب الثاني (1556-1598). شهدت هذه الفترة الحروب الإيطالية وتمرد العوام والثورة الهولندية وثورة البشرات وحروبهم مع العثمانيين والحرب بين إنجلترا وإسبانيا والحروب مع فرنسا.
توسعت الإمبراطورية الإسبانية لتشمل أجزاء كبيرة من الأمريكتين وجزراً في منطقة آسيا والمحيط الهادئ ومناطق في إيطاليا ومدناً في شمال أفريقيا، وكذلك أجزاء مما هي الآن فرنسا وألمانيا وبلجيكا ولوكسمبورغ وهولندا. كانت أول إمبراطورية قيل أن الشمس لا تغيب عنها.
كانت تلك الفترة عصر الاستكشاف، حيث كانت الاستكشافات جريئة بحراً وبراً وجرى الانفتاح على طرق جديدة للتجارة عبر المحيطات، مما أطلق الفتوحات وبدايات الاستعمار الأوروبي. مع وصول المعادن الثمينة والتوابل والكماليات والمحاصيل الزراعية الجديدة، جلب المستكشفون الإسبان العائدون المعرفة من العالم الجديد، ولعبوا دوراً رئيسياً في تحويل الفهم الأوروبي للعالم. يشار حالياً إلى الازدهار الثقافية حينها بالعصر الذهبي الإسباني. أثار صعود النزعة الإنسانية والإصلاح البروتستانتي والاكتشافات الجغرافية الجديدة قضايا تناولتها الحركة الفكرية المؤثرة والتي تعرف الآن باسم مدرسة سالامانكا.

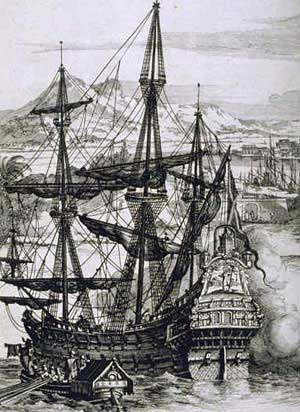
سفينة إسبانية

في أواخر القرن السادس عشر والنصف الأول من القرن السابع عشر، واجهت إسبانيا تحديات جمة من كل الجهات. الجهاد البحري برعاية الإمبراطورية العثمانية سريعة النمو عطل الحياة في العديد من المناطق الساحلية من خلال غارات الرقيق وتجدد التهديد بالتوسع الإسلامي. أتى هذا في وقت كانت فيه إسبانيا في حالة حرب مع فرنسا في أغلب الأحيان.
كما جر الإصلاح البروتستانتي المملكة الكاثوليكية إلى مستنقع الحروب الدينية. وكانت النتيجة توسيع البلاد لجهودها العسكرية أكثر من أي وقت مضى في جميع أنحاء أوروبا والبحر الأبيض المتوسط.
مع حلول منتصف القرن السابع عشر الذي ملأته الحروب والطاعون، كان آل هابسبورغ الإسبان قد أشركوا البلاد في الصراعات الدينية والسياسية على مستوى القارة. استنزفت هذه الصراعات موارد البلاد وقوضت الاقتصاد الأوروبي عموماً. تمكنت إسبانيا من التمسك بمعظم إمبراطورية هابسبورغ المتناثرة ومساعدة قوات الإمبراطورية الرومانية المقدسة في عكس جزء كبير من التقدم الذي أحرزته قوات الممالك البروتستانتية، لكنها اضطرت في النهاية إلى الاعتراف بانفصال البرتغال (اللتان اتحدتا باتحاد شخصي بين عامي 1580 و1640) وهولندا، وفي النهاية عانت من بعض الانتكاسات العسكرية الخطيرة أمام فرنسا في المراحل الأخيرة من حرب الثلاثين عاما التي شملت كامل أوروبا.

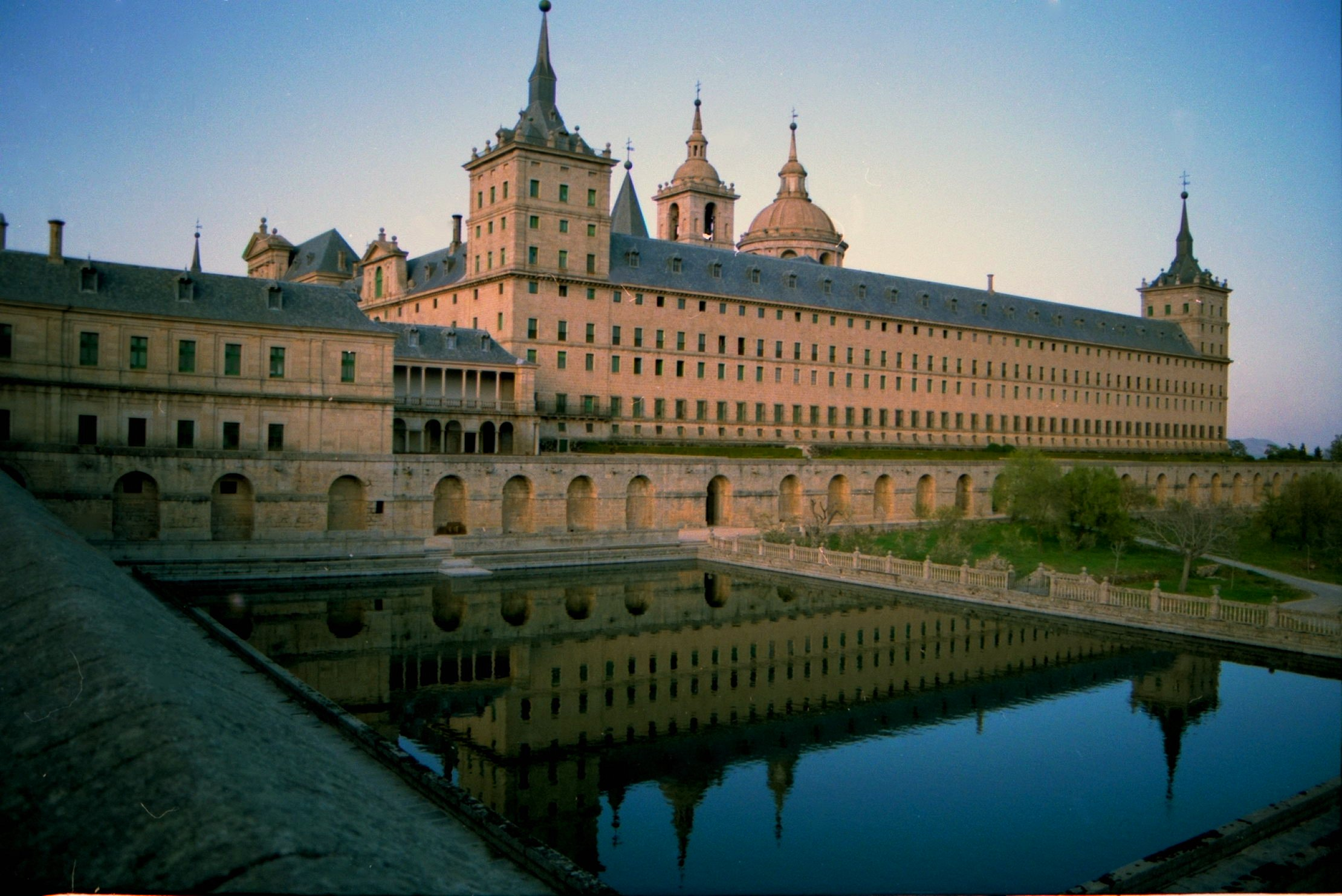
الإسكوريال، بني قرب مدريد في عهد فيليب الثاني.

في النصف الأخير من القرن السابع عشر دخلت إسبانيا في تراجع تدريجي نسبي. حيث سلمت خلالها عدداً من الأقاليم الصغيرة إلى فرنسا. مع ذلك حافظت على إمبراطوريتها الشاسعة عبر البحار والتي بقيت سليمة حتى بداية القرن التاسع عشر.
بلغ التدهور حدته مع الجدل حول خلافة العرش الذي استهلك السنوات الأولى من القرن الثامن عشر. كانت حرب الخلافة الإسبانية صراعاً دولياً واسع النطاق زاد من حدته الحرب الأهلية. كلف ذلك المملكة ممتلكاتها الأوروبية ومكانتها كإحدى القوى الكبرى في القارة.
خلال هذه الحرب، برزت سلالة جديدة نشأت في فرنسا هم آل بوربون. قام الملك البوربوني الجديد فيليب الخامس بتوحيد مملكتي قشتالة وأراغون في دولة واحدة بعد أن كان الاتحاد فقط في شخص الملك. بهذا ألغى العديد من الامتيازات الإقليمية والقوانين القديمة.
شهد القرن الثامن عشر انتعاشاً تدريجياً وازدهاراً في أغلب الإمبراطورية. جلبت سلالة البوربون الملكية الجديدة النظام الفرنسي لتحديث الإدارة والاقتصاد. بدأت أفكار التنوير في الحصول على قاعدة لها بين بعض النخبة الملكية والنظام الملكي. كما أدت المساعدات العسكرية للمستعمرات البريطانية المتمردة في حرب الاستقلال الأمريكية إلى تحسين موقف المملكة على المستوى الدولي.

### الحكم النابليوني وما تلاه

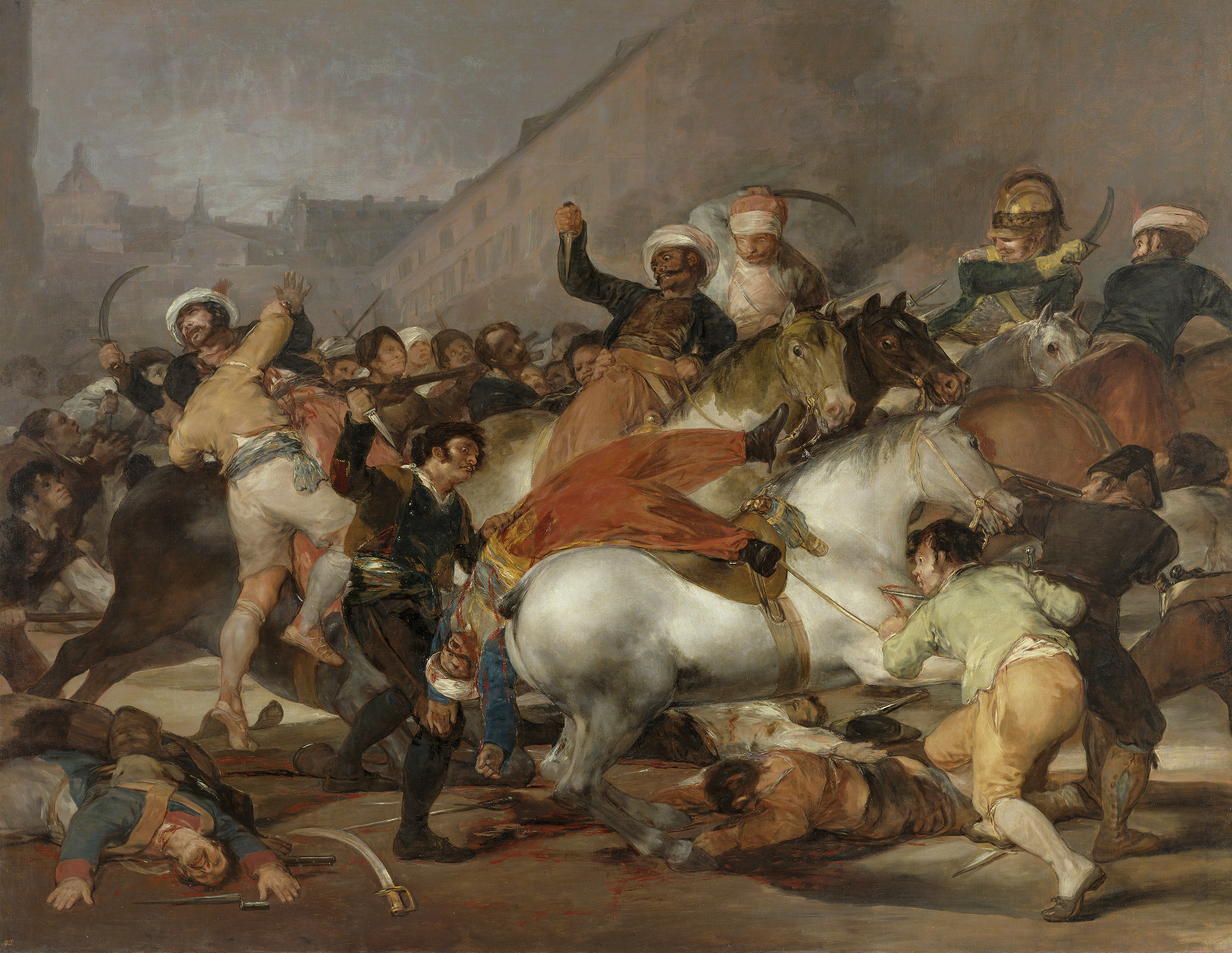
ثورة الثاني من مايو 1808

في عام 1793، ذهبت إسبانيا لحرب الجمهورية الفرنسية الجديدة التي كانت قد أطاحت بملكها البوربوني لويس السادس عشر وأعدمته. أدت الحرب إلى استقطاب داخل البلاد في رد فعل واضح ضد النخب المفرنسة. بعد أن هزمت إسبانيا في الميدان وقعت السلام مع فرنسا في 1795 وأصبحت في الواقع دولة عميلة لها؛ في 1807، جرى الاتفاق على معاهدة فونتينبلو السرية بين نابليون وغودوي والتي لم تحظ بأي شعبية وأدت إلى إعلان الحرب ضد بريطانيا والبرتغال. دخلت القوات الفرنسية مملكة إسبانيا دون مقاومة بغرض غزو البرتغال، ولكنها احتلت القلاع الإسبانية بدلاً من ذلك. أدى هذا الغزو الخادع لتنازل ملك إسبانيا كارلوس الرابع لصالح شقيق نابليون المدعو جوزيف بونابرت. اعتبر هذا الملك الأجنبي على نطاق واسع دمية خارجية وعومل باحتقار. في 2 مايو 1808 اندلعت ثورة كانت واحدة من بين العديد من الثورات القومية ضد الحكم البونابرتي. كانت هذه الثورات بداية ما يعرفه الإسبان بحرب الاستقلال، بينما دعاها البريطانيون حرب شبه الجزيرة. اضطر نابليون إلى التدخل شخصياً وهزم عدة جيوش إسبانية سيئة التنسيق مما اضطر الجيش البريطاني إلى التراجع. مع ذلك، تضافرت عدة عوامل أدت في النهاية إلى طرد جيوش الإمبراطورية الفرنسية من إسبانيا عام 1814 وعودة الملك فيرناندو السابع. كانت هذه العوامل النشاط العسكري المتزايد للجيوش والمتمردين الإسبان والدعم الذي تلقته من القوات البرتغالية والبريطانية بقيادة الدوق ويلينغتون إضافة إلى ذلك غزو نابليون الكارثي لروسيا. دمر الغزو الفرنسي اقتصاد المملكة وترك إسبانيا بلداً منقسماً بشدة وعرضة لعدم الاستقرار السياسي. أدى الصراع على السلطة في بدايات القرن التاسع عشر إلى فقدان إسبانيا لكامل مستعمراتها في الأمريكتين (التي امتدت من لاس كليفورنياس إلى باتاغونيا) باستثناء كوبا وبورتوريكو.

### الحرب الأمريكية الإسبانية
في خضم الأزمة الاقتصادية وعدم الاستقرار الذي أصاب إسبانيا في القرن التاسع عشر نشأت حركات قومية في الفلبين وكوبا. تلا ذلك حروب استقلال في تلك المستعمرات، وفي النهاية أصبحت الولايات المتحدة معنية بالأمر. على الرغم من الالتزام والقدرة التي أبدتها بعض الوحدات العسكرية، فإن سوء الإدارة أتى من أعلى مستويات القيادة وهكذا فإن الحرب الأمريكية الإسبانية التي دارت في ربيع عام 1898 لم تدم طويلاً. عرفت تلك الحرب باسم «إل ديزاستري» (الكارثة) وأعطت دفعة قوية لجيل 98 الذين كانوا يقومون بالكثير من التحليل النقدي بشأن ما يجري في البلاد. كما أنها أضعفت الاستقرار الذي أنشئ في عهد ألفونسو الثاني عشر.

### القرن العشرون
جلب القرن العشرون بعض السلام للبلاد. لعبت إسبانيا دوراً صغيرًا. في التدافع على أفريقيا حيث احتلت الصحراء الغربية ومنطقة الريف المغربية وغينيا الاستوائية. ساعدت الخسائر الفادحة خلال حرب الريف في المغرب في تقويض النظام الملكي. انتهت فترة من الحكم الاستبدادي لديكتاتورية بريمو دي ريفيرا (1923-1931) بقيام الجمهورية الإسبانية الثانية. منحت الجمهورية الحكم السياسي الذاتي لأقاليم الباسك وكاتالونيا وغاليسيا وأعطت المرأة حق التصويت.

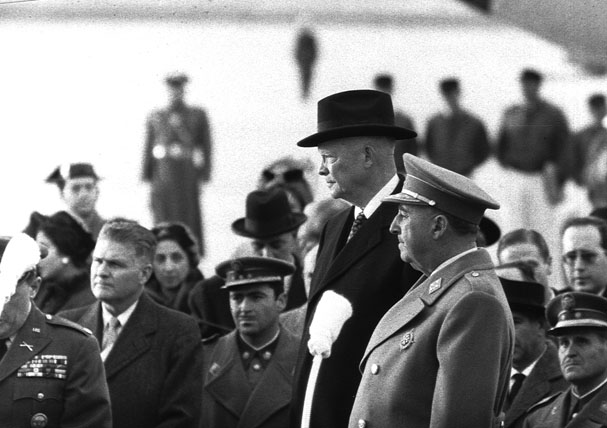
الجنرال فرانكو والرئيس الأمريكي آيزنهاور في مدريد (1959)

نشبت الحرب الأهلية الإسبانية سنوات 1936-1939. برزت القوى القومية بقيادة الجنرال فرانسيسكو فرانكو منتصرة بعد ثلاث سنوات مدعومة من قبل ألمانيا النازية وإيطاليا الفاشية. بينما أيد حكومة الجبهة الشعبية الاتحاد السوفيتي والمكسيك والألوية الدولية بما فيها لواء أبراهام لينكون الأمريكي، لكنه لم يتلق الدعم الرسمي من القوى الغربية بسبب السياسة التي تقودها بريطانيا في عدم التدخل.
ذهبت الحرب الأهلية بأرواح أكثر من 500.000 شخص  وتسببت في فرار ما يصل إلى نصف مليون مواطن. يعيش معظم أحفادهم الآن في بلدان أمريكا اللاتينية منهم 300.000 شخص في الأرجنتين وحدها. سميت الحرب الأهلية الإسبانية أولى معارك الحرب العالمية الثانية؛ تحت حكم فرانكو كانت البلاد على الحياد في الحرب العالمية الثانية على الرغم من تعاطفها مع المحور.
الحزب الوحيد القانوني في ظل حكم نظام فرانكو بعد الحرب الأهلية الإسبانية كان الفلانخي الإسبانية التي تشكلت في 1937. أكد الحزب على الكاثوليكية القومية ومناهضته للشيوعية. نظراً لمعارضة فرانكو للأحزاب السياسية المتنافسة، أعاد تسمية الحزب باسم الحركة الوطنية في عام 1949.
بعد الحرب العالمية الثانية، أصبحت إسبانيا معزولة سياسياً واقتصادياً كما لم تكن عضواً في الأمم المتحدة. تغير هذا الوضع في عام 1955، خلال فترة الحرب الباردة، عندما أصبحت ذات أهمية إستراتيجية بالنسبة للولايات المتحدة لإقامة وجود عسكري في شبه الجزيرة الأيبيرية باعتباره يحد من أي تحرك محتمل من قبل الاتحاد السوفييتي في حوض البحر الأبيض المتوسط. سجلت إسبانيا في الستينات نمواً اقتصادياً غير مسبوق في ما أصبح يعرف باسم المعجزة الإسبانية، والتي استأنفت التحول نحو الاقتصاد الحديث.

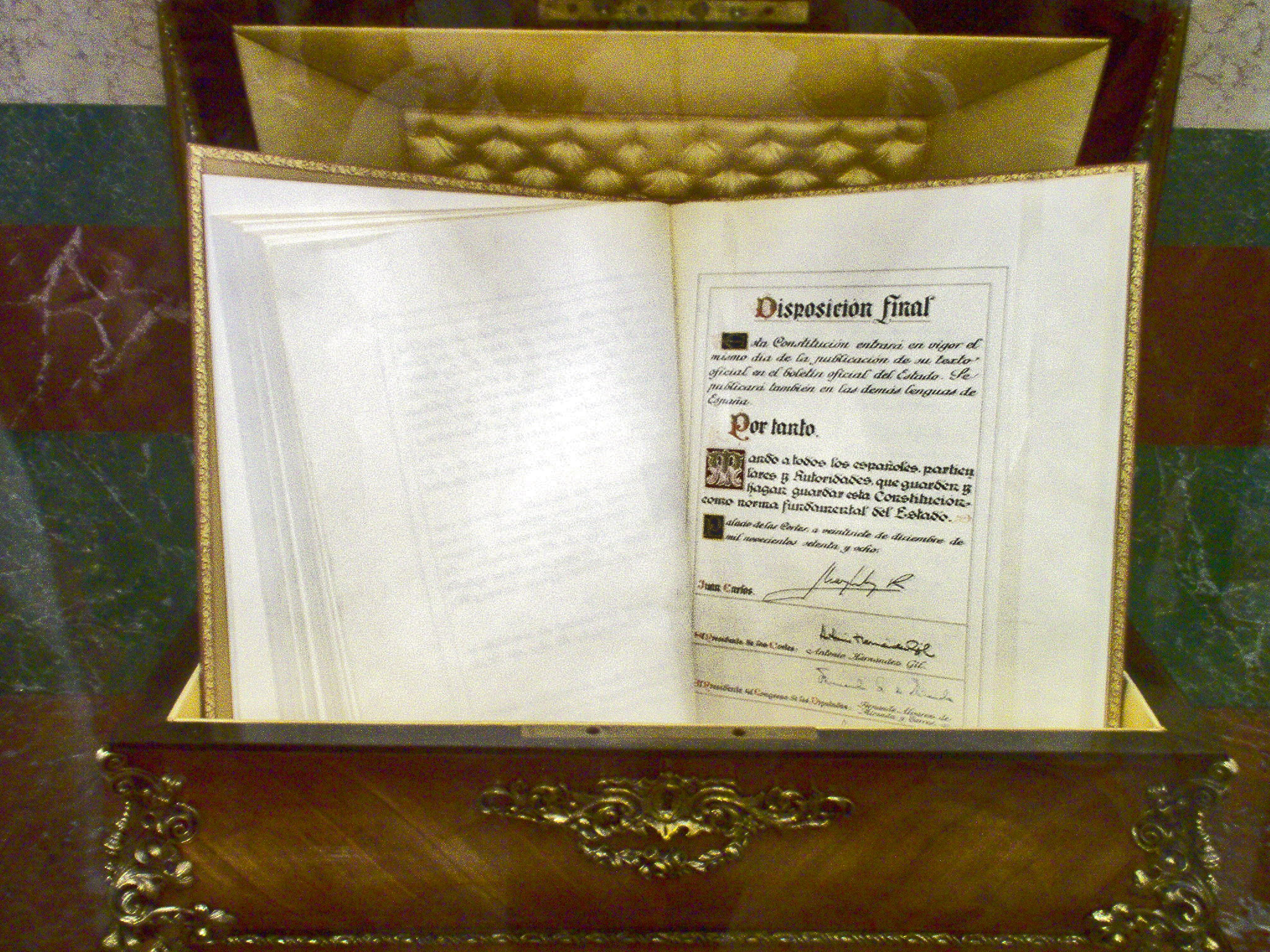
الدستور الإسباني لعام 1978

بوفاة فرانكو في نوفمبر 1975، تولى خوان كارلوس منصب ملك إسبانيا وقائد الدولة وفقاً للقانون. مع الموافقة على الدستور الإسباني الجديد لعام 1978 والانتقال للديمقراطية، تم تحويل الكثير من سلطات الدولة إلى السلطات الإقليمية وتشكل التنظيم الداخلي على أساس الأقاليم ذاتية الحكم.
في إقليم الباسك، تعايشت القومية الباسكية المعتدلة مع حركة قومية متطرفة بقيادة منظمة إيتا المسلحة. تشكلت المجموعة في 1959 خلال حكم فرانكو لكنها واصلت شن حملتها العنيفة حتى بعد استعادة الديمقراطية وعودة قدر كبير من الحكم الذاتي للإقليم.
في 23 فبراير 1981، استولت عناصر من المتمردين في صفوف قوات الأمن على الكورتيس في محاولة لفرض حكومة مدعومة عسكرياً. تولى الملك خوان كارلوس قيادة الجيش شخصياً وطالب بنجاح مدبري الانقلاب عبر التلفزيون الوطني بالاستسلام.
في 30 مايو 1982 انضمت إسبانيا منظمة حلف شمال الأطلسي بعد استفتاء عام. في تلك السنة وصل حزب العمال الاشتراكي الإسباني إلى السلطة وهي أول حكومة يسارية في 43 عاماً. في عام 1986 انضمت إسبانيا إلى السوق الأوروبية المشتركة التي أصبحت الاتحاد الأوروبي. استبدل الحزب الاشتراكي الإسباني في الحكومة بالحزب الشعبي بعد أن فاز الأخير في الانتخابات العامة 1996، في تلك النقطة كان الحزب الاشتراكي قد خدم ما يقرب من 14 سنة متتالية في الحكومة.

### القرن الحادي والعشرون

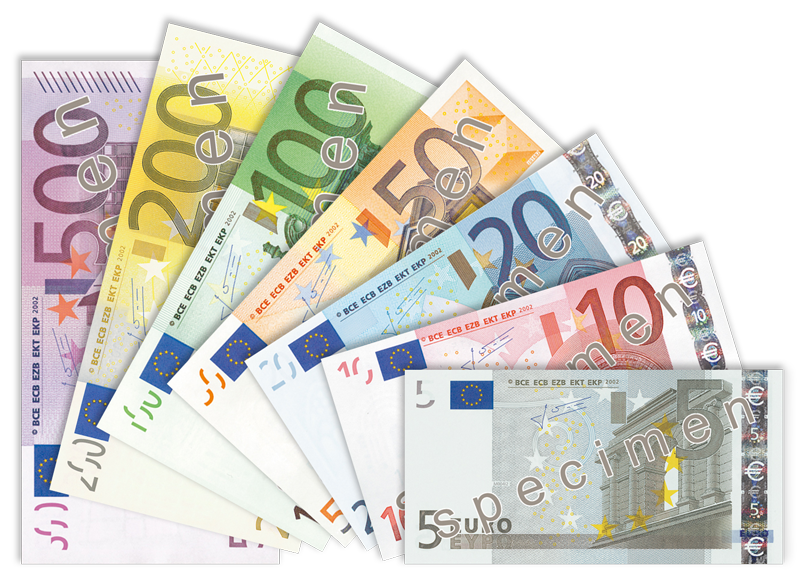
بدأت إسبانيا في إصدار اليورو عام 2002

في بداية عام 2002، أوقفت إسبانيا استخدام البيزيتا كعملة وطنية لستبدلها باليورو، والذي تشترك به مع دول أخرى في منطقة اليورو. كما شهدت إسبانيا أيضاً نمواً اقتصادياً قوياً كان أعلى بكثير من متوسط الاتحاد الأوروبي، ولكن روج حينها لمخاوف صدرت عن العديد من المعلقين الاقتصاديين في ذروة الطفرة أن أسعار العقارات غير العادية وارتفاع العجز في التجارة الخارجية بسبب الطفرة قد تؤدي إلى انهيار اقتصادي مؤلم، وهو الأمر الذي تأكد بانهيار شديد في سوق العقارات أدى الركود الذي ضرب البلاد في عامي 2008-2009.
انفجرت سلسلة من القنابل في قطارات ركاب في مدريد في 11 مارس 2004. بعد تحقيق دام خمسة أشهر في عام 2007 استنتج أن هذه التفجيرات كانت من صنع مجموعة إسلامية متشددة محلية متعاطفة مع تنظيم القاعدة. ذهبت التفجيرات بحياة 191 شخصاً وإصابة أكثر من 1.800، وربما كان القصد من تلك التفجيرات التأثير على نتائج الانتخابات العامة الإسبانية، التي عقدت بعد ثلاثة أيام.
على الرغم من الشكوك الأولية التي ركزت على مجموعة إيتا الباسكية، ظهرت أدلة تشير إلى تورط الإسلاميين. بسبب قرب الانتخابات، سرعان ما تحولت المسألة إلى جدل سياسي، حيث تبادل الحزبان الرئيسيان الحزب الاشتراكي الإسباني وحزب الشعب الاتهامات حول التبعات. في انتخابات 14 مارس، فاز الحزب الاشتراكي الإسباني بقيادة خوسيه لويس رودريغيس ثاباتيرو بأغلبية المقاعد بما يكفي لتشكيل حكومة جديدة ترأسها ثاباتيرو نفسه لتخلف حكومة حزب الشعب.

## الجغرافيا

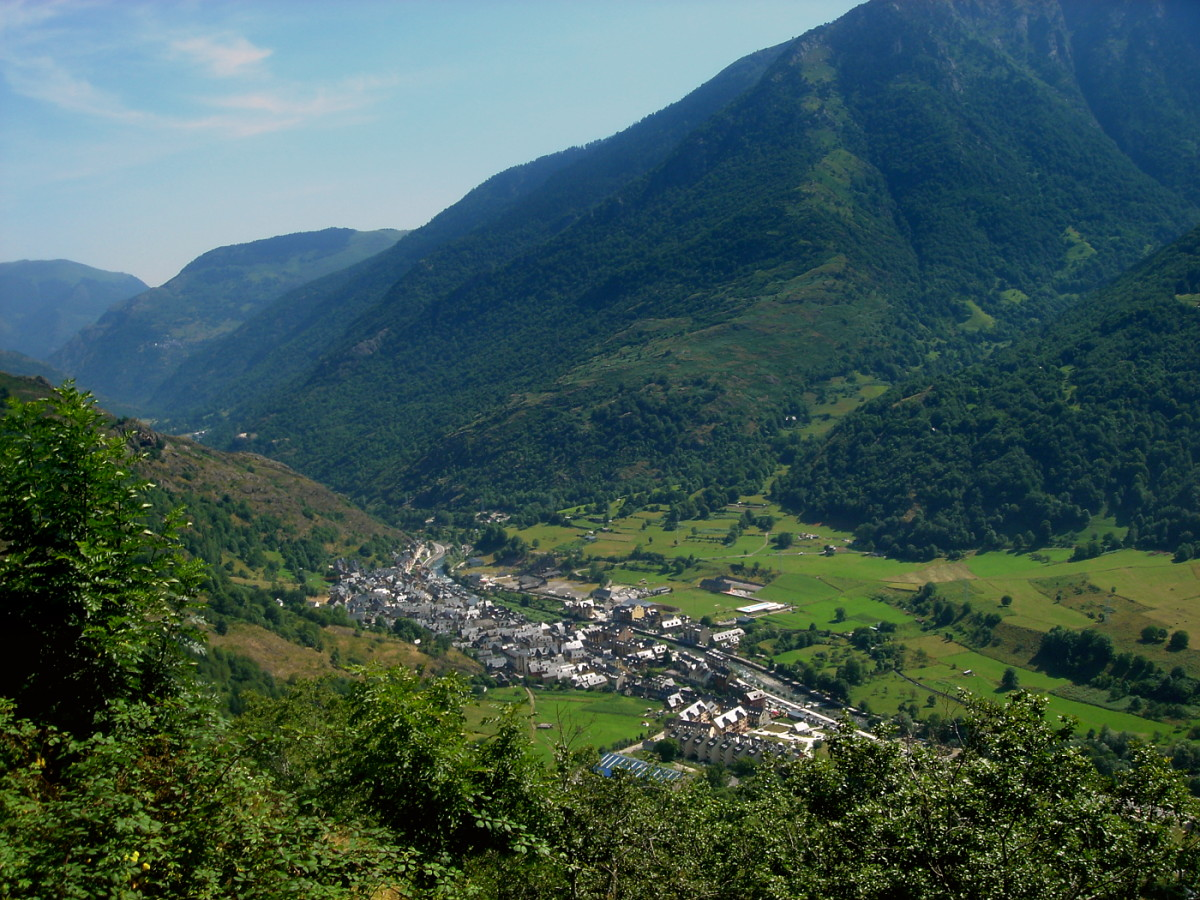
قرية بوسوست (لاردة)، في البرانس.

تبلغ مساحة إسبانيا 504.782 كم² (194.897 ميل مربع) وبذلك تكون الدولة رقم 51 من حيث المساحة عالمياً. تصغر إسبانيا بنحو 47.000 كم² (18.000 ميل مربع) عن فرنسا وتكبر بنحو 81.000 كم² (31.000 ميل مربع) عن ولاية كاليفورنيا الأمريكية. تيد (تنريف، جزر الكناري) هي أعلى قمة في إسبانيا وثالث أكبر بركان في العالم من قاعدته.

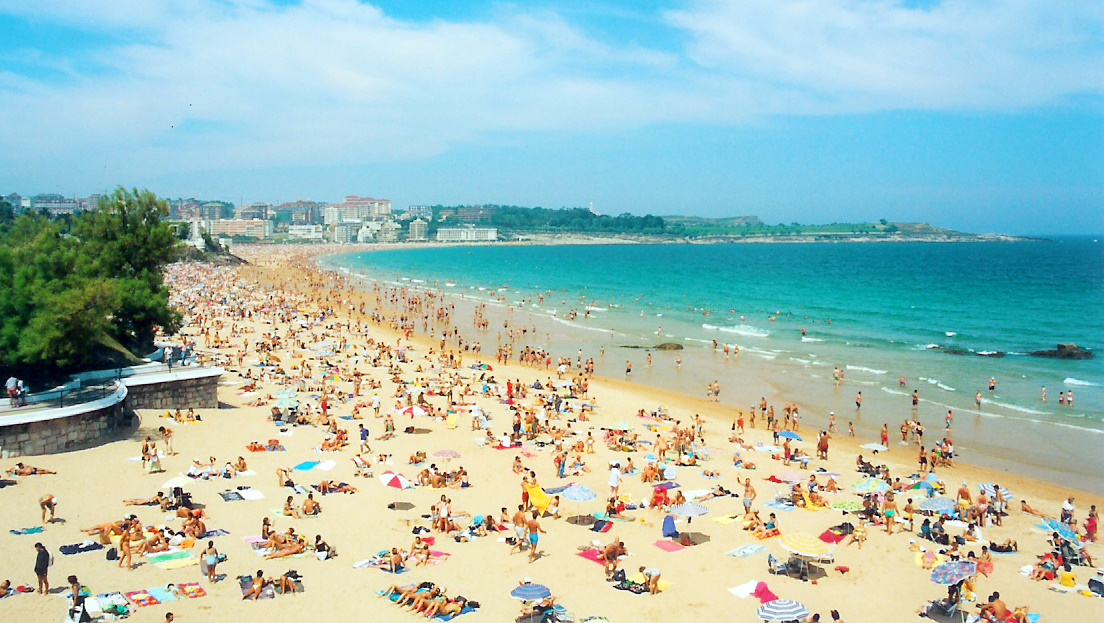
شاطئ ساردينيرو في سانتاندير (كانتابريا).

يحد إسبانيا من الغرب البرتغال، بينما يحدها من الجنوب جبل طارق (أقليم ما وراء البحار البريطاني) والمغرب عبر مكتنفات سبتة ومليلية وجزيرة قميرة في شمال أفريقيا. من الشمال الشرقي وعلى طول سلسلة جبال البرانس تحدها فرنسا وإمارة أندورا.
تضم إسبانيا أيضاً جزر البليار في البحر الأبيض المتوسط وجزر الكناري في المحيط الأطلسي وعدداً من الجزر غير المأهولة على الجانب المتوسطي من مضيق جبل طارق، والمعروفة باسم بلاثاس دي سوبيرانيا، أي المواقع السيادية، مثل جزر إشفارن وجزيرة البران وصخرة الحسيمة وجزيرة تورة. على طول جبال البرانس في كتالونيا، توجد بلدة صغيرة تدعى ليفيا على شكل مكتنف ضمن الأراضي الفرنسية. أما جزيرة لوس فيسانيس في نهر بيداسوا فهي ذات حكم إسباني فرنسي مشترك.
يهيمن على البر الإسباني الرئيسي الهضاب المرتفعة وسلاسل الجبال مثل سييرا نيفادا. يمتد من هذه المرتفعات عدة أنهار رئيسية مثل نهر تاجة وأبرة ودويرو ونهر يانة والوادي الكبير. توجد السهول الغرينية على طول الساحل وأكبرها في الوادي الكبير في أندلوسيا.

### المناخ

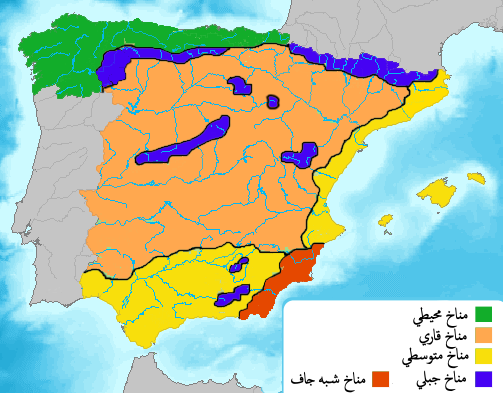
الأقاليم المناخية في إسبانيا وفقاً لتصنيف كوبين المناخي.

بسبب موقع إسبانيا وتقسيم تضاريسها يمكن ملاحظة ثلاثة مناطق مناخية رئيسية. أولاها منطقة البحر الأبيض المتوسط المناخية والتي تتميز بصيف جاف ودافئ. وفقاً لتصنيف كوبين المناخي فإن هذه المنطقة المناخية هي السائدة في شبه الجزيرة مع نوعين: مناخ البحر الأبيض المتوسط النمطي والموجود في معظم أنحاء البلاد، المناخ المتوسطي الغاليسي (غاليسيا وقشتالة الشمالية الغربية)، حيث الصيف أقل حرارة نظراً لقرب المنطقة من المحيط أو بسبب الارتفاع عن سطح البحر.
أما المناخ شبه الجاف فيوجد في الربع الجنوبي الشرقي من البلاد، وخاصة في منطقة مرسية وفي وادي أبرة. وبعكس المناخ المتوسطي يمتد موسم الجفاف إلى ما بعد فصل الصيف. ثالث الأقاليم المناخية هو المناخ المحيطي والذي يتميز بدرجات حرارة صيفاً وشتاء تتأثر بالتيارات المحيطية كما لا يوجد جفاف موسمي. في الشريط الساحلي بالقرب من بلاد الباسك وأستورياس وفي بعض المرتفعات، يوجد نوع «جنوبي» منه بفارق بسيط، حيث تكون درجات الحرارة في الصيف أعلى قليلاً (متوسط درجات الحرارة في يوليو بين 20-22 درجة مئوية (68.0-71.6 درجة فهرنهايت) وتفوق أعاصيره شمال غرب أوروبا) - (متوسط درجات الحرارة في يوليو 21 درجة مئوية (69.8 درجة فهرنهايت) في سانتاندر، مقابل 16 درجة مئوية (60.8 درجة فهرنهايت) في بريست أو ليفربول).
بالنسبة لبعض المؤلفين، تمتلك غاليسيا مناخاً محيطياً أيضاً، بسبب انخفاض درجات الحرارة في الصيف مما هي عليه في مناخ البحر الأبيض المتوسط النمطي. مع ذلك، فإنه كثيراً ما تندلع حرائق الغابات في شمال غرب إسبانيا بسبب الجفاف في الصيف، وتسطع فيها الشمس لفترات أطول من المناطق المتأثرة بالمناخ المحيطي النموذجي.
على نطاق أضيق، يمكن مشاهدة أقاليم مناخية فرعية مثل المناخ الألبي في جبال البرانس، والمناخ الرطب شبه المداري في جزر الكناري. لا تهطل الأمطار في إسبانيا عموماً في السهول إنما تهطل على الجبال الشمالية بشكل رئيسي.

### الجزر
القائمة التالية تشمل أكبر جزر إسبانيا وتعداد سكانها:

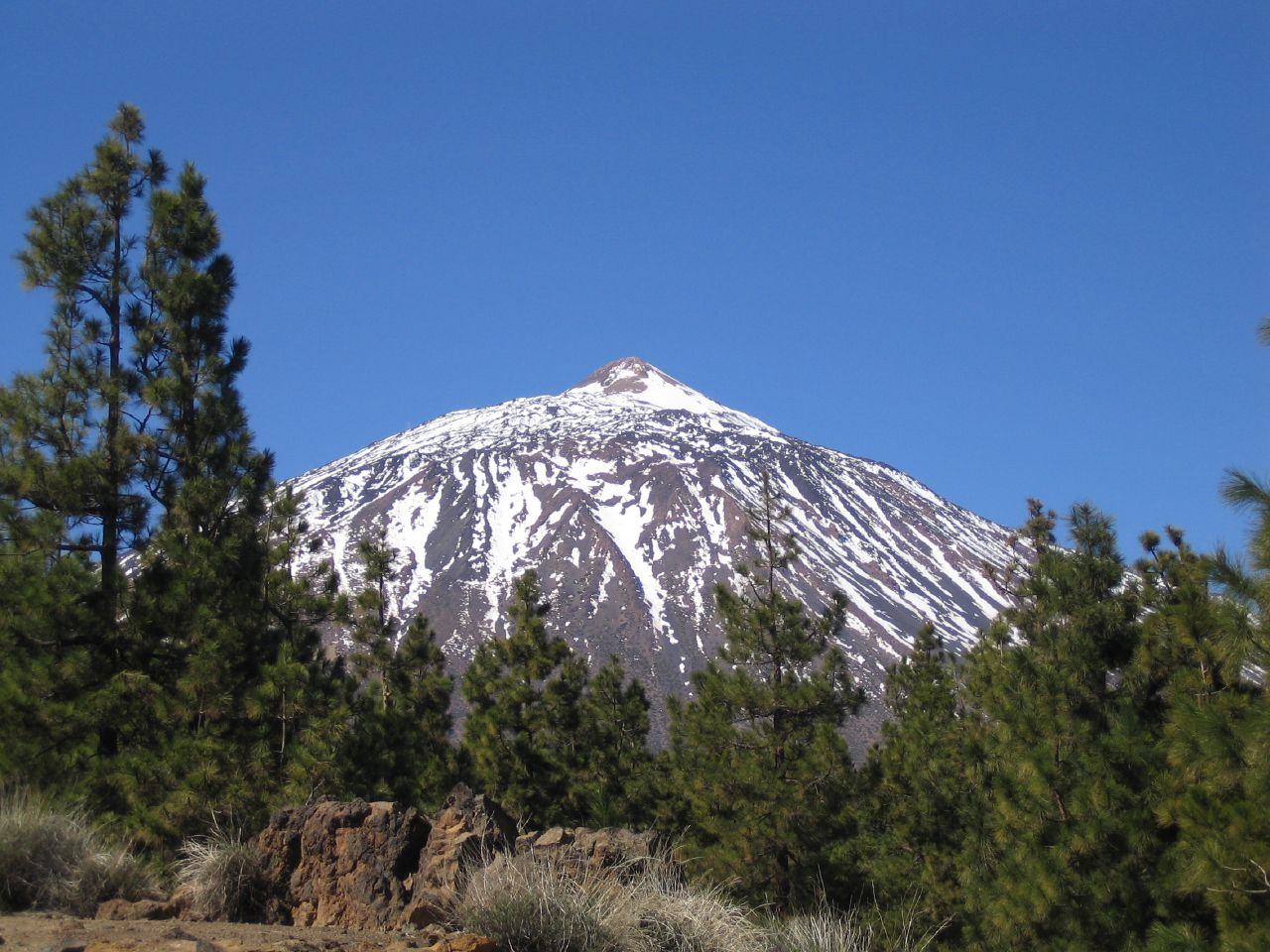
جبل تيد وهو أعلى جبال إسبانيا ويقع في تنريف في جزر الكناري.

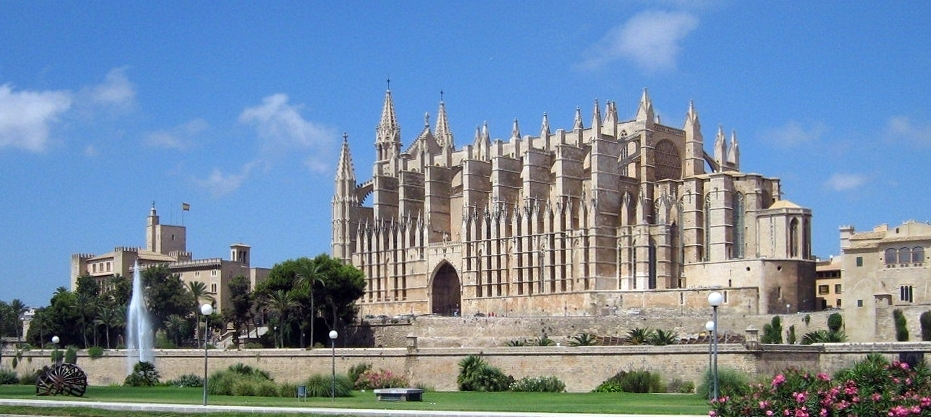
ميورقة.

| 1. تنريف 899.833 2. ميورقة 862.397 3. كناريا الكبرى 838.397 4. لانزاروته 141.938 5. إيبيزا 125.053 6. فويرتيفنتورا 103.107 7. منورقة 92.434 8. لا بالما 85.933 9. لا غوميرا 22.259 10. إل هييرو 10.558 11. فورمينتيرا 7.957 12. أروسا 4.889 13. لا غراسيوسا 658 14. طبرقة 105 15. أونس 61 |

## السياسة والحكومة
يعد الدستور الإسباني لعام 1978 تتويجاً لعملية الانتقال إلى الديمقراطية الإسبانية. يعود التاريخ الدستوري لإسبانيا إلى دستور عام 1812. قام الملك خوان كارلوس المعروف بشخصيته القوية مدفوعاً بعدم رضاه عن وتيرة الإصلاحات السياسية الديمقراطية في عامي 1976 و1977 بعزل كارلوس أرياس نافارو وتعيين المصلح أدولفو سواريز رئيساً للوزراء. نتج عن الانتخابات العامة عام 1977 الكورتيس التأسيسي (البرلمان الإسباني بصفته جمعية دستورية) لغرض صياغة وإقرار دستور عام 1978،  وإجراء استفتاء وطني عليه في 6 ديسمبر 1978 حيث صوت 88 ٪ من الناخبين لصالح الدستور الجديد.
نتيجة لذلك، تتألف إسبانيا حالياً من 17 من مناطق الحكم الذاتي ومدينتين ذاتيتي الحكم وبدرجات متفاوتة من الحكم الذاتي بفضل دستورها الذي رغم ذلك يؤكد صراحة على وحدة تراب البلاد ووحدة الأمة الإسبانية. فضلاً عن ذلك، لا تمتلك إسبانيا ديناً رسمياً وتم تعزيز حرية الأديان.
بحلول نوفمبر 2009، حافظت حكومة إسبانيا على نسبة متوازنة من المساواة بين الجنسين. تسعة من أصل 18 من أعضاء الحكومة هم من النساء. تحت إدارة خوسيه لويس ثباتيرو، وصفت إسبانيا بأنها «في طليعة» في قضايا المساواة بين الجنسين وأيضاً أن «لا ديمقراطية حديثة أخرى خارج الدول الإسكندنافية اتخذت المزيد من الخطوات لوضع قضايا المساواة بين الجنسين في مركز اهتمامات الحكومة». شجعت الإدارة الإسبانية أيضاً التمييز الإيجابي القائم على أساس الجنس من خلال إقرار تشريعات المساواة في 2007 بهدف توفير المساواة بين الجنسين في الحياة السياسية والاقتصادية الإسبانية (قانون المساواة بين الجنسين). مع ذلك، في إطار السلطة التشريعية، في يوليو 2010 شكلت النساء فقط 128 من أصل 350 من أعضاء البرلمان (36,3 ٪). في الوقت الحاضر، تصنف إسبانيا في المرتبة الثالثة عشر من حيث عدد النساء في مجلس النواب. في مجلس الشيوخ، النسبة أقل من ذلك حيث لا يوجد سوى 79 امرأة من أصل 263 (30,0٪). يبلغ مقياس تمكين الجنس في إسبانيا في الأمم المتحدة في تقرير التنمية البشرية 0,794 مما يضعها في المرتبة 12 عالمياً.

### فروع الحكومة
نظام الحكم في إسبانيا ملكي دستوري، حيث الملكية وراثية والبرلمان من مجلسين ويعرف باسم كورتيس خينيراليس. يتألف الفرع التنفيذي من السلطة من مجلس وزراء إسبانيا ويترأسه رئيس الوزراء، والذين يرشحهم ويعينهم الملك الإسباني ويمنحم مجلس النواب الثقة بعد الانتخابات التشريعية. وفقاً للعرف السياسي الذي أرساه الملك خوان كارلوس منذ التصديق على دستور عام 1978، كان مرشحو الملك من طرف الأغلبية في البرلمان.
تتكون السلطة التشريعية من مجلس النواب ويضم 350 عضواً ينتخبون بالاقتراع الشعبي لقوائم الكتل على أساس التمثيل النسبي ولولاية مدتها أربع سنوات. بينما يضم مجلس الشيوخ 259 مقعداً منها 208 تنتخب مباشرة بالاقتراع الشعبي و51 آخرين يعينهم المشرعون المحليون ويخدمون أيضاً لأربع سنوات.
- قائد الدولة
  - فيليب السادس منذ 19 يونيو 2014.
- رئيس الحكومة
  - رئيس وزراء إسبانيا بيدرو سانشيز وانتخب في 2 يونيو 2018.
    - النائب الأول لرئيس الوزراء ووزيرة الرئاسة والناطقة الرسمية سورايا سايينث دي سانتاماريا.

تتألف إسبانيا تنظيمياً من أقاليم ذاتية الحكم حيث أنها إحدى أكثر البلدان غير المركزية في أوروبا إلى جانب سويسرا وألمانيا وبلجيكا. على سبيل المثال، يمتلك كل إقليم برلماناً منتخباً خاصاً إضافة إلى حكومة وإدارة عامة وميزانية وموارد ونظم وغيرها كما تدار الصحة والتعليم إقليميا، إلى جانب ذلك، تدير بلاد الباسك ونافارا أيضاً مالياتها العامة الخاصة بالإقليم. بينما توجد في كتلونيا وبلاد الباسك قوة شطية تستبدل بعض وظائف الشرطة المركزية.

### المناطق ذات الحكم الذاتي
القانون الأساسي المؤسس لمناطق الحكم الذاتي هو النظام الأساسي للحكم الذاتي. يقسم هذا النظام المجتمع وفقاً لهويته التاريخية وحدود أراضيه واسم وتنظيم مؤسسات الحكومة والحقوق التي يتمتع بها وفقاً للدستور.
يجب أن تقوم حكومة أي إقليم ذاتي الحكم على تقسيم السلطات وتشمل:-
- الجمعية التشريعية التي يجب أن ينتخب أعضاؤها بالاقتراع العام وفقاً لنظام التمثيل النسبي حيث تمثل جميع المناطق ضمن الإقليم بشكل عادل.
- مجلس الحكومة والذي يمتلك المهام التنفيذية والإدارية ويترأسه رئيس منتخب من قبل الجمعية التشريعية ويرشحه ملك إسبانيا.
- محكمة العدل العليا في إطار المحكمة العليا للدولة والذي ترأس التنظيم القضائي داخل منطقة الحكم الذاتي.

تعرف كتالونيا وأندلوسيا وبلاد الباسك وغاليسيا أنفسها بأنها جنسيات، بينما اتخذت أقاليم أخرى صفة خاصة وفقاً لهويتها التاريخية الإقليمية، مثل منطقة بلنسية  وجزر الكناري  وجزر البليار  وأراغون.
تمتلك مناطق الحكم الذاتي استقلالاً تشريعياً وتنفيذياً عريضاً، حيث تمتلك برلماناتها الخاصة وحكوماتها الإقليمية. قد يختلف توزيع السلطات بين الأقاليم وذلك وفقاً لنظامها الأساسي. كان هناك سابقاً تمييز واضح بحكم الواقع بين ما يسمى الأقاليم «التاريخية» (بلاد الباسك وكاتالونيا وغاليسيا وأندلوسيا) وباقي الأقاليم. تميزت الأقاليم «التاريخية» بحرية أكبر بما في ذلك قدرة الرئيس الإقليمي على اختيار توقيت الانتخابات الإقليمية (طالما أن الفترة الفاصلة هي أربع سنوات أو أقل).
كمثال آخر، تمتلك بلاد الباسك ونافارا وكتالونيا قوات شرطة خاصة بها. بينما تمتلك الأقاليم الأخرى قوات إضافية محدودة (كما هو الحال في أندلوسيا  ومدريد) أو لا شيء على الإطلاق.
مع ذلك قللت التعديلات الأخيرة التي أدخلت على النظم الأساسية لمناطق الحكم الذاتي الأخرى مثل إقليم بلنسية أو أراغون هذا التمييز بين الأقاليم.
التقسيمات الفرعية
تتكون مناطق الحكم الذاتي من مقاطعات بينما تتكون المقاطعات بدورها من البلديات. إن وجود هذه التقسيمات الفرعية يحميه الدستور وليس بالضرورة النظام الأساسي للحكم الذاتي نفسه. تمنح البلديات الاستقلال الذاتي لإدارة شؤونها الداخلية بينما المقاطعات هي التقسيمات الإقليمية الرامية إلى تنفيذ الأنشطة التي تضطلع بها الدولة.
يستند الهيكل الحالي المكون من خمسين مقاطعة إلى قانون تقسيم أقاليم إسبانيا 1833 أصدره خافيير دي بورغوس سنة 1833. تعد المجتمعات في أستورياس وكانتابريا ولا ريوخا وجزر البليار ومدريد ومورسيا ونافارا مقاطعات أيضاً لكنها تمنح الحكم الذاتي لأسباب تاريخية.

### العلاقات الخارجية

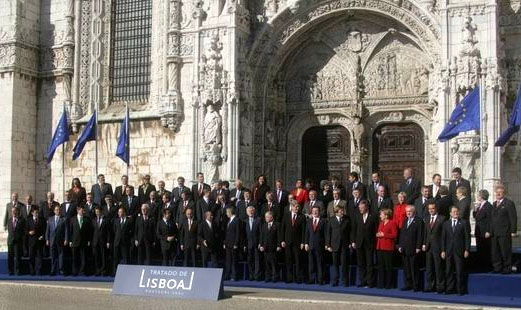
إسبانيا عضو مؤسس للاتحاد الأوروبي وصادقت على معاهدة لشبونة في 2007.

بعد عودة الديمقراطية في أعقاب وفاة فرانكو في 1975، كان من أولويات إسبانيا على صعيد السياسة الخارجية الخروج من العزلة الدبلوماسية خلال سنوات فرانكو وتوسيع العلاقات الدبلوماسية ودخول السوق الأوروبية المشتركة وتحديد العلاقات الأمنية مع الغرب.
بوصفها عضوا في حلف شمال الأطلسي منذ عام 1982، عرفت إسبانيا نفسها كمشارك رئيسي في الأنشطة المتعددة الأطراف فيما يتعلق بالأمن الدولي. تمثل عضوية إسبانيا في الاتحاد الأوروبي جزءاً هاماً من سياستها الخارجية. حتى على صعيد العديد من القضايا الدولية خارج أوروبا الغربية فإن إسبانيا تفضل أن تنسق جهودها مع شركائها في الاتحاد الأوروبي من خلال آليات التعاون السياسي الأوروبي.
ومع تطبيع العلاقات الدبلوماسية مع كوريا الشمالية في عام 2001 أكملت إسبانيا عملية تعميم علاقاتها الدبلوماسية.
حافظت إسبانيا على صورتها الخاصة مع أمريكا اللاتينية، حيث تشدد سياستها على مفهوم المجتمع الأيبيري - اللاتيني وذلك أساساً من خلال تجديد المفهوم الليبرالي التاريخي الهسبنة أو الهسبانوأمركة وهو يشير إلى العلاقات التي تربط بين شبه جزيرة أيبيريا وأمريكا اللاتينية من خلال اللغة والتجارة والتاريخ والثقافة. يذكر أن إسبانيا على سبيل المثال قدوة في الانتقال من الدكتاتورية إلى الديمقراطية بالنسبة للدول غير الديمقراطية في أمريكا اللاتينية، كما هو جلي في العديد من الرحلات التي قام بها الملك الإسباني ورئيس وزرائه إلى المنطقة.

#### النزاعات الحدودية

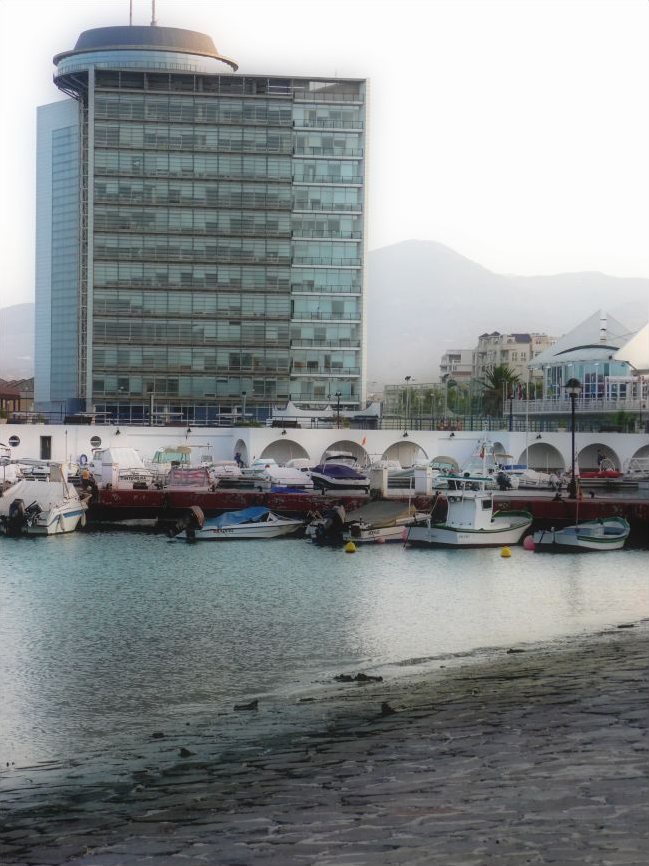
ميناء مليلية.

تطالب إسبانيا بجبل طارق وهو إقليم بريطاني ما وراء البحار تبلغ مساحته 6 كم² في الجزء الجنوبي من شبه الجزيرة الأيبيرية. كانت مستعمرة جبل طارق بلدة إسبانية غزتها قوة بريطانية هولندية في عام 1704 خلال حرب الخلافة الإسبانية نيابة عن الدوق تشارلز المطالب بالعرش الإسباني.
تمت تسوية الوضع القانوني لجبل طارق عام 1713 بموجب معاهدة أوترخت، حيث تنازلت إسبانيا عن الأرض إلى الأبد للتاج البريطاني  حيث تنص على أنه إذا تخلت بريطانيا عن المنطقة فإن إسبانيا ستكون أول من تعرض عليها. بدأت إسبانيا تطالب بعودة جبل طارق منذ أربعينات القرن الماضي. لكن الأغلبية الساحقة من سكان جبل طارق تعارض هذا الاقتراح إلى جانب أي اقتراح حول السيادة المشتركة. تدعو قرارات الأمم المتحدة كلاً من المملكة المتحدة وإسبانيا، وهما عضوان في الاتحاد الأوروبي، للتوصل إلى اتفاق حول وضع جبل طارق.
تقوم المطالب الإسبانية في المنطقة على أن الصخرة ومدينة جبل طارق قد جرى التنازل عنهما بموجب معاهدة أوترخت، لكن دون البرزخ الذي يربط الصخرة بالبر الرئيسي الإسباني. تزعم إسبانيا أنها لم تتنازل عن هذه الأرض في المعاهدة، وبالتالي فهي تؤكد «الاحتلال غير القانوني للبرزخ الذي يتعارض مع مبادئ القانون الدولي». تعتمد المملكة المتحدة على جدل الأمر الواقع وحق التقادم  وامتلاكها البرزخ لكونه تحت السيطرة البريطانية لفترة طويلة.
تدعي إسبانيا السيادة على جزيرة ليلى، وهي جزيرة صغيرة صخرية غير مأهولة تقع قبالة الشاطئ الجنوبي لمضيق جبل طارق. تبعد الجزيرة مسافة 250 متر عن ساحل المغرب و8 كم عن سبتة و13.5 كم عن البر الإسباني الرئيسي. سيادتها أمر متنازع عليه بين المغرب وإسبانيا وكادت تقود لحادث مسلح بين البلدين في 2002. انتهت الأزمة عندما اتفق البلدان على العودة إلى الوضع السابق الذي كان قائماً قبل دخول القوات المغربية للجزيرة. الجزيرة مهجورة حالياً دون أي علامة على السيادة.
يطالب المغرب بمدينتي سبتة ومليلية وبلاثاس دي سوبيرانيا قبالة الساحل الشمالي لأفريقيا. لا تعترف البرتغال بسيادة إسبانيا على منطقة أولايفينزا.

شعار القوات المسلحة الملكية الإسبانية

### القوات المسلحة
يقود الملك الإسباني فيليب السادس  القوات المسلحة الإسبانية (فويرثاس أرماداس إسبانيولاس)، كما تقسم لثلاثة أقسام:
- الجيش الملكي الإسباني
- البحرية الملكية الإسبانية
- سلاح الجو الملكي الإسباني

## الاقتصاد

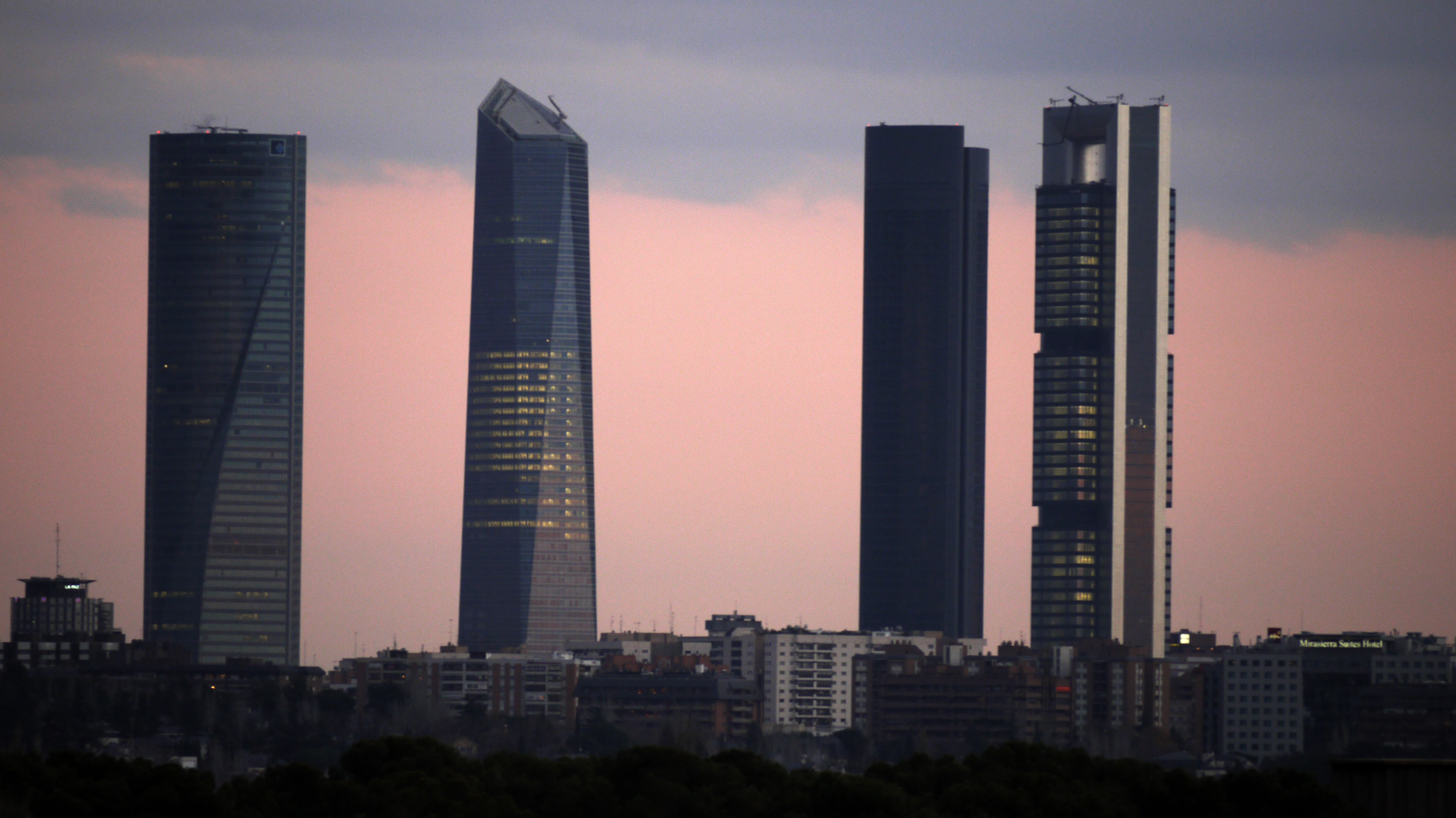
مدريد: حي الأعمال كواترو توريس

الاقتصاد الإسباني المختلط الرأسمالي هو الثاني عشر على مستوى العالم والسادس في أوروبا. كما أنها ثالث أكبر مستثمر في العالم.
عملت حكومة يمين الوسط برئاسة خوسيه ماريا أثنار بنجاح للحصول على القبول في مجموعة إطلاق اليورو في عام 1999. بلغ معدل البطالة في أكتوبر 2006 عند 7,6 ٪ وهي نسبة إيجابية مقارنة بالعديد من البلدان الأوروبية الأخرى، خصوصاً مقارنة مع أوائل التسعينات عندما وصل معدل البطالة في إسبانيا أكثر من 20٪. من نقاط الضعف الدائمة في الاقتصاد الإسباني ارتفاع معدلات التضخم  واقتصاد تحتي كبير  ونظام تعليم تصنفه تقارير منظمة التعاون والتنمية بين أفقر البلدان المتقدمة جنباً إلى جنب مع الولايات المتحدة والمملكة المتحدة.
مع ذلك، فإن فقاعة العقارات التي بدأت في الظهور عام 1997 والتي غذتها معدلات الفائدة المنخفضة والطفرة الهائلة في الهجرة، قد انفجرت في عام 2008 مما أدى إلى ضعف في الاقتصاد وارتفاع نسبة البطالة بشكل سريع. بحلول نهاية مايو 2009 بلغت معدلات البطالة إلى 18,7 ٪ (37 ٪ بين الشباب).

إسبانيا عضو في منطقة اليورو والسوق الأوروبية المشتركة.

قبل الأزمة الحالية، كان للاقتصاد الإسباني صيت حسن لأنه تجنب معدل النمو صفر الذي عانت منه أكبر شركائها في الاتحاد الأوروبي. في الواقع فإن اقتصاد البلاد خلق أكثر من نصف جميع الوظائف الجديدة في الاتحاد الأوروبي على مدى السنوات الخمس المنتهية في 2005،  مما دفع لاعتبار اقتصاد البلاد الأكثر ديناميكية في أوروبا حيث جذب مبالغ كبيرة من الاستثمارات الأجنبية.

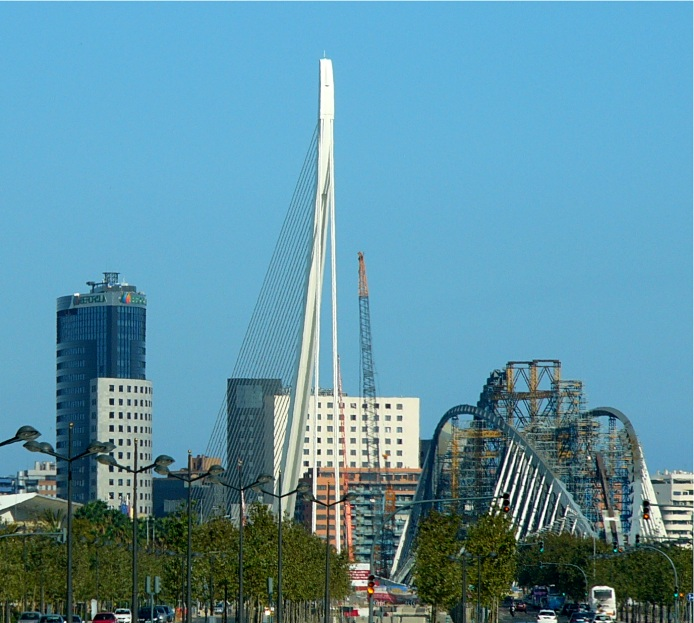
مدينة بلنسية.

استفادت إسبانيا في نموها الاقتصادي الأخير كثيراً من الطفرة العقارية العالمية، حيث شكل قطاع البناء معدلاً مذهلاً عند 16 ٪ من الناتج المحلي الإجمالي وأمن وظائف لـ 12 ٪ من العمالة في عامها الأخير. وفقاً لحسابات صحيفة دي فيلت الألمانية، كانت إسبانيا في طريقها لتجاوز دول مثل ألمانيا في نصيب الفرد من الدخل بحلول عام 2011. رغم ذلك فإن الجانب السلبي من الطفرة العقارية المنحلة كان ارتفاع مستويات الديون الشخصية حيث عانى مالكو المنازل في دفع أقساطهم، كما تضاعف متوسط مستوى ديون الأسر ثلاث مرات في أقل من عقد من الزمان. وضع هذا ضغطاً كبيراً على الطبقات ذات الدخل المتوسط والمنخفض. بحلول عام 2005 وصلت نسبة المديونية إلى متوسط الدخل إلى 125 ٪، ويرجع ذلك في المقام الأول إلى تكلفة الرهون العقارية والتي غالباً ما تجاوزت القيمة الفعلية للعقارات.
في 2008/2009 تجلت أزمة الائتمان والركود العالمي في إسبانيا من خلال التراجع الهائل في قطاع العقارات. لحسن الحظ، تجنبت البنوك الإسبانية وقطاع الخدمات المالية المشاكل الأكثر خطورة لدى نظرائها في الولايات المتحدة والمملكة المتحدة، ويرجع ذلك أساساً إلى النظام المالي المحافظ المفروض تنظيمياً. كما أن السلطات الإسبانية لم تنس أزمتها المالية الخاصة لعام 1979 والأزمة السابقة في قطاع العقارات والتي سبقت أزمة مصرفية عام 1993. في الواقع قام أكبر بنك في إسبانيا - بانكو سانتاندر - بالمشاركة في جهود حكومة المملكة المتحدة لإنقاذ جزء من القطاع المصرفي في المملكة المتحدة.
توقعت المفوضية الأوروبية دخول إسبانيا في حالة من الركود بحلول نهاية عام 2008. وفقاً لوزير المالية في إسبانيا «تواجه إسبانيا أعمق ركود اقتصادي في نصف قرن». توقعت الحكومة الإسبانية ارتفاع نسبة البطالة إلى 16 ٪ في عام 2009. بينما توقعت كلية إدارة الأعمال ESADE وصوله إلى 20 ٪.

### السياحة
خلال العقود الأربعة الماضية نمت صناعة السياحة الإسبانية لتصبح ثاني أكبر قطاع سياحي في العالم، حيث تبلغ قيمتها حوالي 40 مليار يورو أي 5٪ تقريباً من الناتج المحلي الإجمالي في عام 2006. يساهم المناخ والمعالم التاريخية والثقافية وموقعها الجغرافي بالإضافة إلى مرافقها في جعل السياحة من الصناعات الرئيسية في إسبانيا وأن تكون مصدراً كبيراً لعمالة مستقرة. يتطلب نظام النجوم في تصنيف الفنادق في إسبانيا متطلبات أكثر من البلدان الأوروبية الأخرى مما يجعل من الفنادق الإسبانية ذات قيمة أعلى.

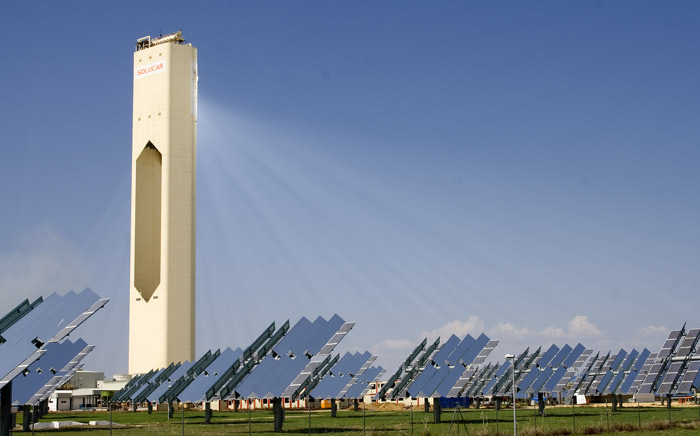
برج الطاقة الشمسية بي إس 10 في إشبيلية.

في عام 2015، كان ترتيب جنسيات السياح القادمين إلى إسبانيا كالتالي:
| الترتيب | الدولة                        | عدد السياح |
| ------- | ----------------------------- | ---------- |
| 1       | المملكة المتحدة               | 12,790,998 |
| 2       | فرنسا                         | 9,190,102  |
| 3       | ألمانيا                       | 8,270,251  |
| 4       | إيطاليا                       | 3,167,105  |
| 5       | هولندا                        | 2,364,709  |
| 6       | بلجيكا                        | 1,876,153  |
| 7       | البرتغال                      | 1,463,638  |
| 8       | سويسرا                        | 1,392,746  |
| 9       | السويد                        | 1,358,794  |
| 10      | الولايات المتحدة              | 1,220,562  |
|         | العددالإجمالي للسياح الدوليين | 54,453,617 |

### العلوم والتكنولوجيا

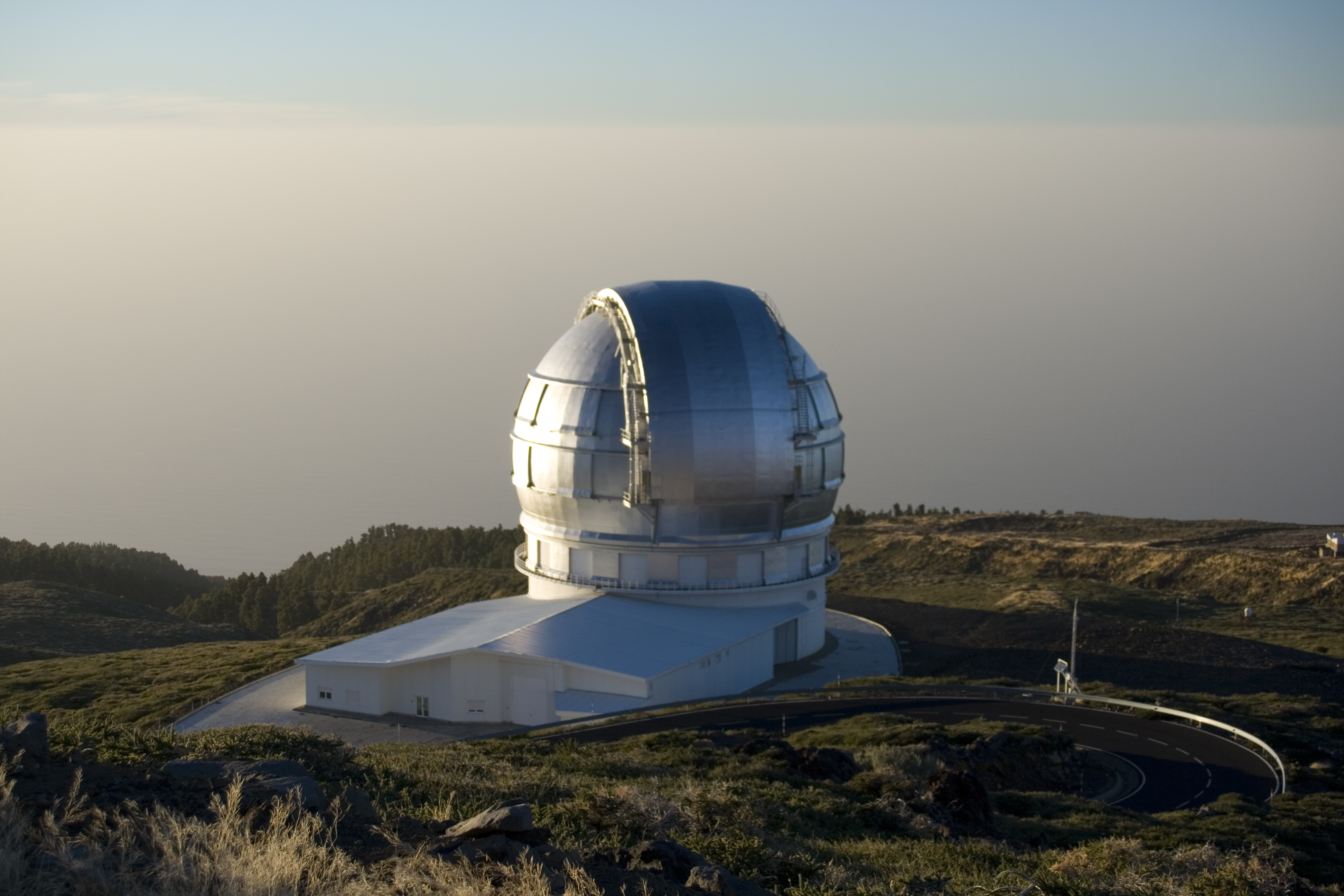
تلسكوب جزر الكناري الكبير وقت الغروب

المجلس الأعلى للبحوث العلمية هي الوكالة العامة الرائدة المخصصة للبحث العلمي في البلاد. صُنّفت خامس أفضل مؤسسة علمية حكومية على مستوى العالم عام 2018. حلّت إسبانيا في المركز 29 في مؤشر الابتكار العالمي عام 2023، وتقدمت مركزاً في مؤشر 2024 لتصبح في المركز 28.

تضطلع مؤسسات التعليم العالي بحوالي 60% من الأبحاث الأساسية في البلاد. تعتبر مساهمة القطاع الخاص في نفقات البحث والتطوير أقل بكثير مما هي عليه في بلدان الاتحاد الأوروبي ومنظمة التعاون الاقتصادي والتنمية الأخرى.

### الطاقة
تفتقر الأراضي الإسبانية للنفط لذلك فإن مصادر الطاقة البديلة إستراتيجية حيث حققت أرقاماً هامة. في عام 2010 تفوقت إسبانيا على الولايات المتحدة كزعيم الطاقة الشمسية العالمي من خلال محطة ضخمة للطاقة لا فلوريدا بالقرب من ألفارادو في بطليوس. في عام 2009، شكلت طاقة الرياح أكثر من 50٪ من الطاقة المنتجة في إسبانيا وبلغ أعلى سجل إنتاج إجمالي 11.546 ميغاوات مستخرجة بواسطة قوة الريح.

### المواصلات

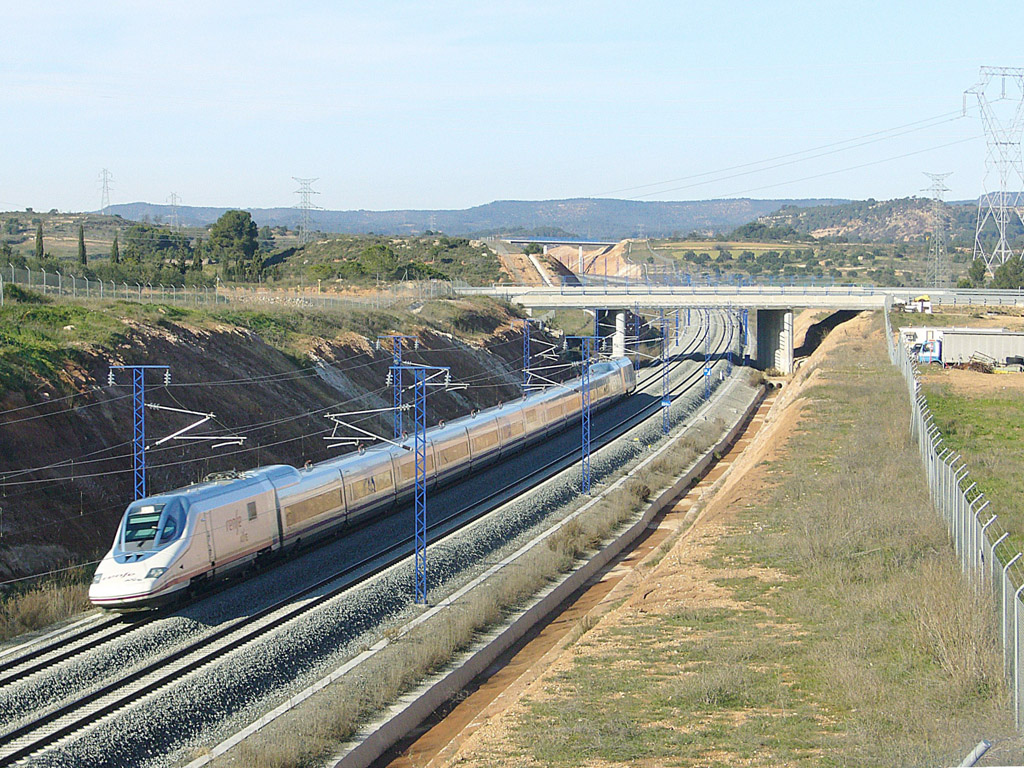
قطار أفي (AVE) السريع بين برشلونة ومدريد.

شبكة الطرق الإسبانية مركزية حيث تربط 6 طرق سريعة مدريد بإقليم الباسك وكتالونيا وبلنسية وغربي أندلوسيا وإكستريمادورا وغاليسيا. بالإضافة إلى ذلك، تمتد الطرق السريعة على طول سواحل الأطلسي (فيرول إلى فيغو)، وكانتابريا (أوفييدو إلى سان سيباستيان) والمتوسط (جيرونا إلى قادس).
تمتلك إسبانيا حالياً ما مجموعه 1.272 كم من السكك الحديدية عالية السرعة تربط بين مالقة وإشبيلية ومدريد وبرشلونة وبلد الوليد. وفي حال تحقيق أهداف شركة ايه في أي (القطارات الإسبانية عالية السرعة) بحلول عام 2020 سيكون في إسبانيا 7.000 كيلومتر (4.300 ميل) من القطارات فائقة السرعة تربط بين ما يقرب من جميع مدن المقاطعات ومدريد في أقل من 3 ساعات وبرشلونة في غضون 4 ساعات.
أكثر مطارات البلاد ازدحاماً هو مطار مدريد (باراخاس)، مع ما يقرب من 42.3 مليون مسافر في عام 2010، وبالتالي يكون المطار رقم 11 ازدحاماً في العالم. مطار برشلونة (ال برات) مهم أيضاً حيث تلقى 30 مليون مسافر في 2008. توجد مطارات أخرى في كناريا الكبرى ومالقة وبلنسية وإشبيلية ومايوركا واليكانتي وبلباو.
تهدف إسبانيا إلى وضع 1 مليون سيارة كهربائية على الطريق بحلول عام 2014 كجزء من خطة الحكومة لتوفير الطاقة وزيادة كفاءة استخدامها. صرح وزير الصناعة ميغيل سيباستيان أن «السيارة الكهربائية هي المستقبل ومحرك الثورة الصناعية».

## التركيبة السكانية

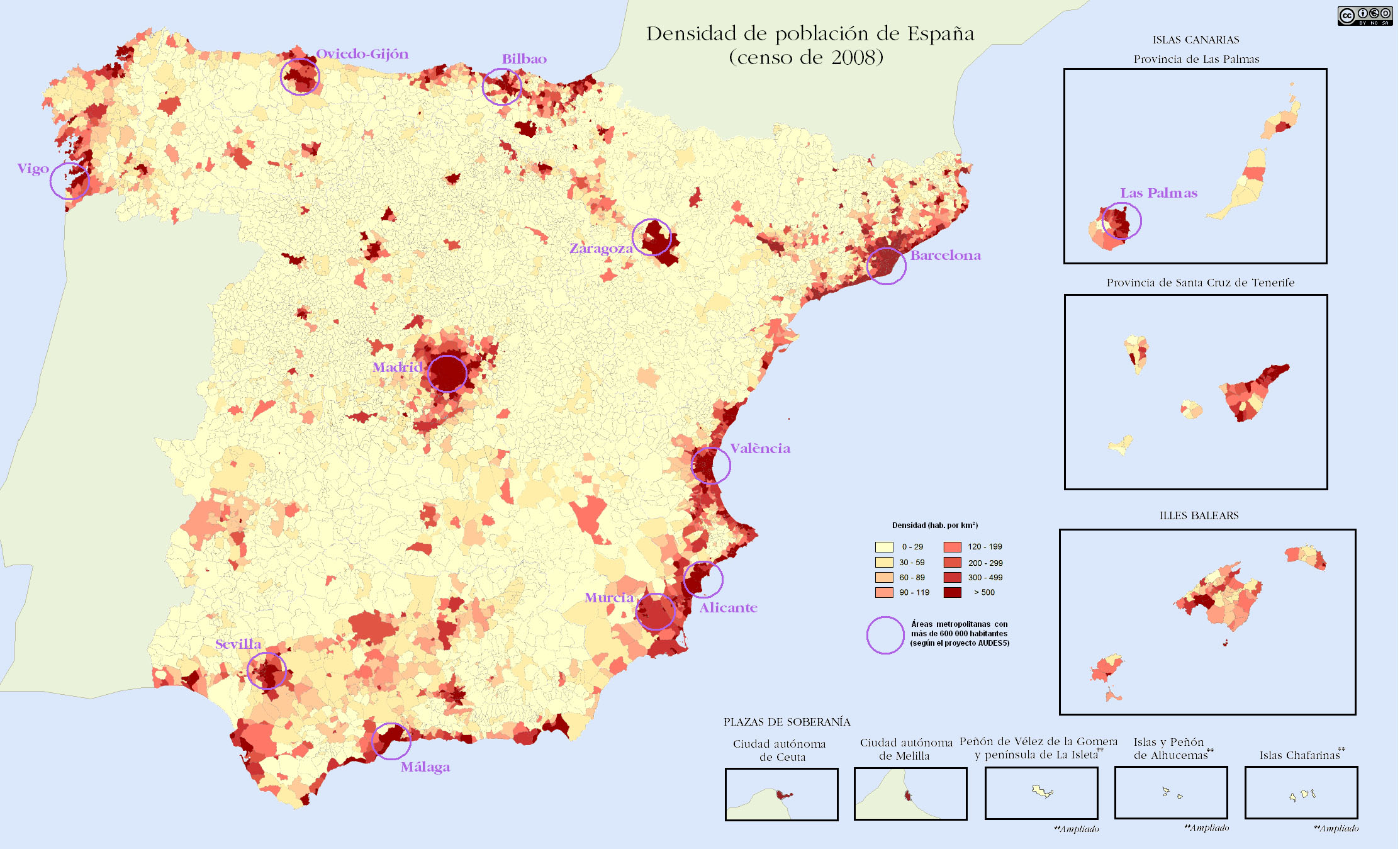
التوزع الجغرافي لسكان إسبانيا عام 2008

في عام 2018، بلغ تعداد سكان إسبانيا 46.659 مليون نسمة. تصل الكثافة السكانية إلى 91 نسمة/كم² (235 نسمة/ميل مربع) وهي أقل من معظم بلدان أوروبا الغربية، كما أن انتشارها غير متكافئ على طول البلاد. ما عدا المنطقة المحيطة بالعاصمة مدريد، فإن المناطق الأكثر اكتظاظاً بالسكان تقع عند السواحل. تضاعف عدد سكان إسبانيا خلال القرن العشرين ويعود ذلك بشكل رئيسي إلى الطفرة السكانية في الستينات وأوائل السبعينات.
يشكل الإسبان الأصليون 88٪ من مجموع سكان إسبانيا. بعد انخفاض معدل المواليد في الثمانينات، تراجع معدل النمو السكاني في إسبانيا، لكنه عاد للصعود من جديد منطلقاً بداية من عودة العديد من الإسبان الذين هاجروا إلى بلدان أوروبية أخرى خلال السبعينات وتغذيه مؤخراً الأعداد الكبيرة من المهاجرين الذين يشكلون 12 ٪ من السكان. يعود المهاجرون بشكل رئيسي إلى أمريكا اللاتينية (39 ٪) وشمال أفريقيا (16٪) وأوروبا الشرقية (15٪)، وأفريقيا جنوب الصحراء (4٪). في عام 2005، وضعت إسبانيا برنامج عفو لمدة ثلاثة أشهر يمنح من خلاله بعض الأجانب الإقامة القانونية.
في 2008، منحت إسبانيا جنسيتها لنحو 84.170 شخص معظمهم من الإكوادور وكولومبيا والمغرب. هناك جزء كبير من الأجانب المقيمين في إسبانيا، يأتون من الغرب وغيرها من بلدان أوروبا الوسطى. هم في معظمهم بريطانيون وفرنسيون وألمان وهولنديون ونرويجيون. يقيم هؤلاء في المقام الأول على شواطئ المتوسط وجزر البليار، حيث يُمضي العديدون فترة التقاعد أو يعملون عن بعد.
يوجد العديدون من أحفاد المستعمرين والمهاجرين الإسبان في أجزاء أخرى من العالم وعلى الأخص في أمريكا اللاتينية. استوطنت أعداد كبيرة من الأيبيريين في أواخر القرن الخامس عشر في أمريكا اللاتينية، حيث يشكل أحفاد الإسبان والبرتغاليين أغلبية سكان أمريكا اللاتينية البيض (نحو ثلث السكان في أميركا اللاتينية). في القرن السادس عشر هاجر نحو 240.000 من الإسبان ومعظمهم نحو البيرو والمكسيك. انضم إليهم 450,000 في القرن التالي. هاجر بين 1846 - 1932 حوالي 5 ملايين من الإسبان إلى الأمريكتين وخصوصاً إلى الأرجنتين والبرازيل. بينما هاجر بين 1960 - 1975 ما يقرب من مليوني إسباني إلى بلدان أخرى في أوروبا الغربية. خلال الفترة الزمنية نفسها، غادر حوالي 300,000 شخص إلى أمريكا اللاتينية.

### المدن

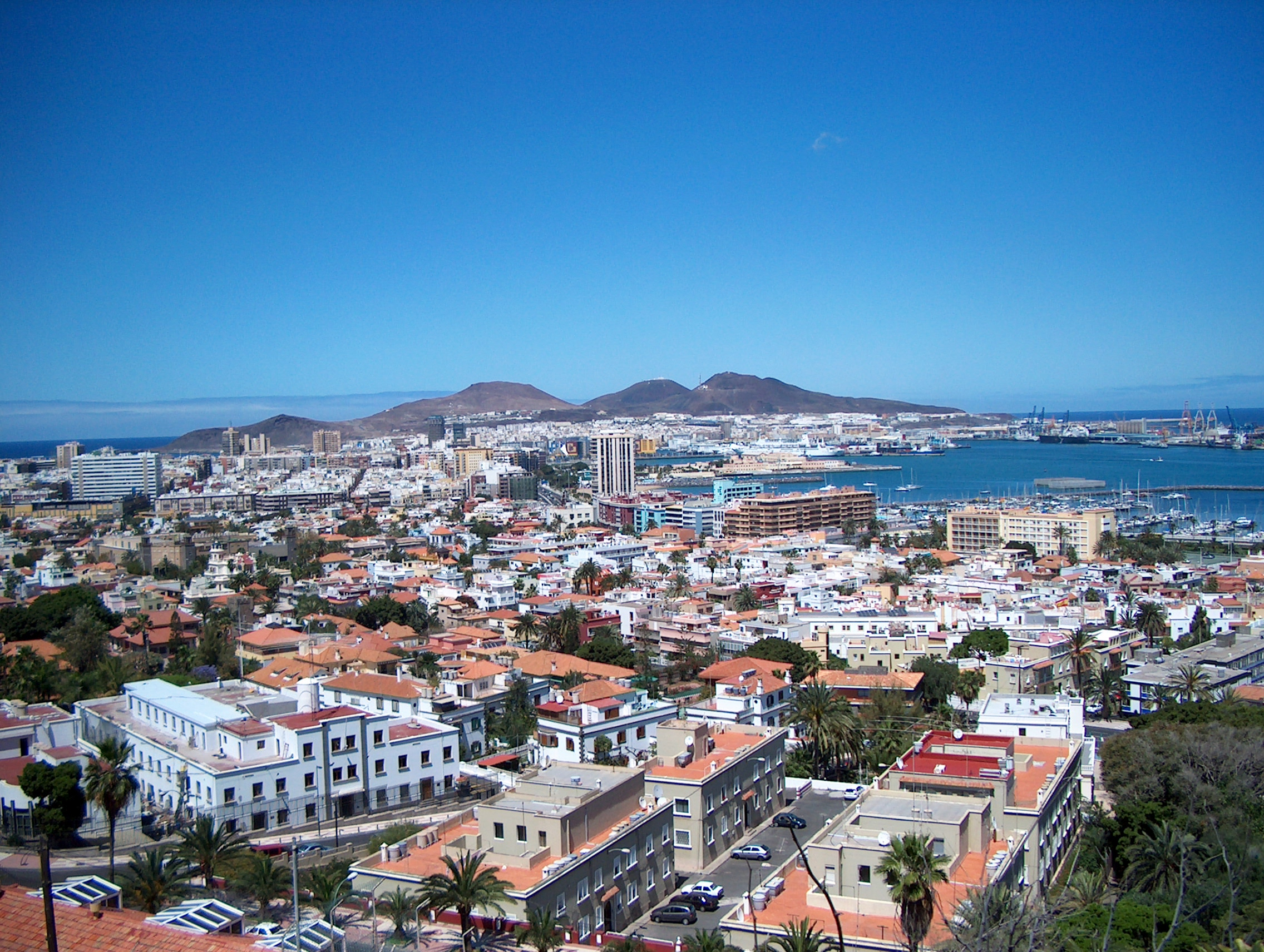
لاس بالماس دي جران كناريا.

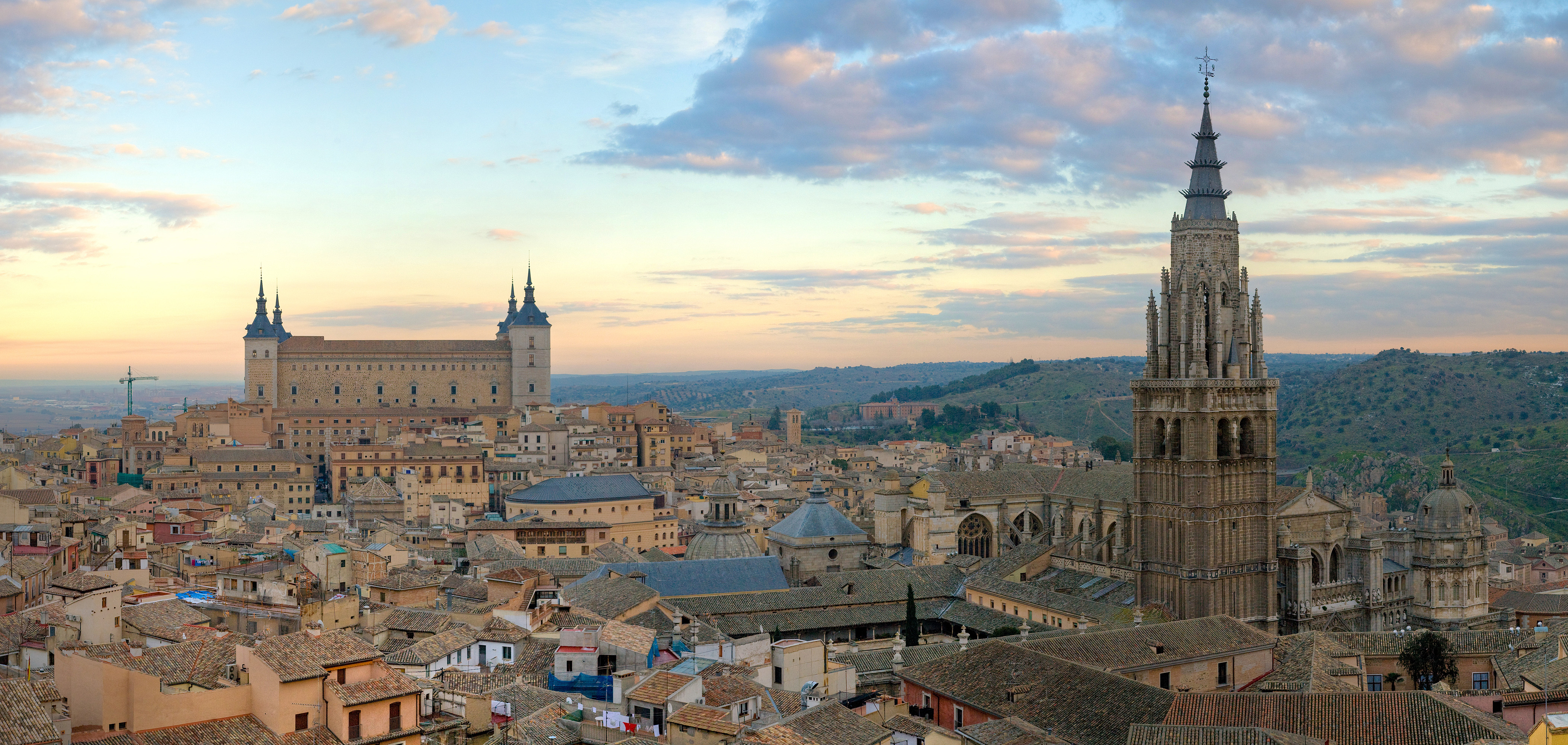
توليدو.

فيما يلي جدول يبين أكبر عشرة مدن في إسبانيا وفقاً لإحصاءات 2007:
| #  | المدينة                   | المنطقة      | المقاطعة    | تعداد السكان |
| -- | ------------------------- | ------------ | ----------- | ------------ |
| 1  | مدريد                     | مدريد        | مدريد       | 3.265.038    |
| 2  | برشلونة                   | كتلونيا      | برشلونة     | 1.615.448    |
| 3  | بلنسية                    | بلنسية       | بلنسية      | 798.003      |
| 4  | إشبيلية                   | أندلوسيا     | إشبيلية     | 703.021      |
| 5  | سرقسطة                    | أراغون       | سرقسطة      | 674.725      |
| 6  | مالقة                     | أندلوسيا     | مالقة       | 568.030      |
| 7  | مرسية                     | مرسية        | مرسية       | 442.203      |
| 8  | بالما دي مايوركا          | جزر البليار  | جزر البليار | 405.318      |
| 9  | لاس بالماس دي غران كناريا | جزر الكناري  | لاس بالماس  | 383.343      |
| 10 | بلباو                     | إقليم الباسك | بسكاي       | 352.700      |

### الهوية الوطنية
يعترف الدستور الإسباني لعام 1978 في مادته الثانية بالكيانات التاريخية («قوميات» وهي كلمة تم اختيارها بعناية من أجل تجنب التسمية «شعوب» المشحونة سياسياً) والمناطق في إطار الأمة الإسبانية. بالنسبة للبعض الهوية الإسبانية هي تداخل الهويات الإقليمية المختلفة بدلاً من هوية إسبانية وحيدة. وفي الواقع قد تتعارض بعض الهويات الإقليمية مع الهوية الإسبانية. الهويات الإقليمية التقليدية المتميزة في إسبانيا تشمل الباسك وكتالونيا وغاليسيا وقشتالة وغيرها.
رغم ذلك فالهوية المشتركة بين المستويات المحلية أو المجتمعات ذاتية الحكم والصعيد الوطني الإسباني تجعل مسألة الهوية الإسبانية معقدة وبعيدة كل البعد عن الإجماع.

### الأقليات العرقية
يوجد في إسبانيا عدد من المهاجرين المنحدرين من المستعمرات السابقة (خاصة غينيا الاستوائية والمغرب والجزائر) كما استقبلت مؤخراً مهاجرين من دول جنوب الصحراء وبلدان الكاريبي. هناك أيضاً نسبة من المهاجرين الفلبيين نظرا لأن الفلبين كانت مستعمرة إسبانية وكذلك تتواجد أعداد قليلة من المهاجرين الهنود والصينيين ومهاجرين من أصول شرق أوسطية. كما أن أعداد المهاجرين من أمريكا اللاتينية (الذي قد يكونون أيضاً من أصل إسباني) كبيرة وأعدادهم تنمو بسرعة. من المجموعات الأخرى الآخذة في التزايد البريطانيين الذين وصلت أعدادهم إلى 760,000 في عام 2006 والألمان وغيرهم من المهاجرين من بقية أوروبا.
بدأ وصول الخيتانوس أو الغجر في القرن السادس عشر. تبلغ التقديرات الحالية لأعدادهم نحو 700,000 في إسبانيا. الميرشيروس أو الكينكي هم من الأقليات أيضاً وهم مجموعة من الرحل سابقاً والتي تشترك في الكثير مع الغجر. كما أن أصلهم غير واضح.

### الهجرة
وفقاً لمعلومات الحكومة الإسبانية، كان يقيم في البلاد 5.2 مليون أجنبي سنة 2011، بناء على بيانات تصاريح الإقامة لعام 2011 يقيم في البلاد أكثر من 900.000 روماني وحوالي 780.000 مغربي و410.000 إكوادوري و240.000 كولومبي. من غيرها من الجاليات الأجنبية الكبيرة البريطانيون (8 ٪) والفرنسيون (8 ٪) والأرجنتينيون (6 ٪) والألمان (6 ٪) والبوليفيون (3 ٪). يوجد في إسبانيا أكثر من 200.000 مهاجر من غرب ووسط أفريقيا. منذ عام 2000، شهدت إسبانيا ارتفاع معدل النمو السكاني نتيجة لتدفق الهجرات على الرغم من أن معدل المواليد لا يشكل سوى نصف مستوى الإحلال. تسبب هذا التدفق المفاجئ والمستمر من المهاجرين ولا سيما أولئك الذين يصلون سراً عن طريق البحر توتراً اجتماعياً ملحوظاً.
ضمن الاتحاد الأوروبي، تمتلك إسبانيا ثاني أعلى معدل هجرة من حيث النسبة المئوية بعد قبرص ولكن بهامش كبير حيث تمتلك الحصة الأعلى من حيث الأرقام المطلقة. هناك عدد من الأسباب لهذا المستوى العالي من الهجرة، منها علاقات إسبانيا الثقافية مع أمريكا اللاتينية وموقعها الجغرافي وحدودها المسامية والحجم الكبير لاقتصادها التحتي وقوة قطاعي الزراعة والبناء اللذان يتطلبان انخفاض تكلفة العمالة الأمر الذي لا يتوفر مع القوى العاملة الوطنية.
ثمة عامل آخر ذو دلالة إحصائية وهو العدد الكبير من المقيمين المتقاعدين القادمين من دول الاتحاد الأوروبي إلى الساحل المتوسطي الإسباني. في الواقع، كانت إسبانيا الوجهة الأوروبية الأكبر للمهاجرين بين عامي 2002-2007، حيث تضاعفت أعداد سكانها من المهاجرين إلى أكثر من الضعف إلى 2.5 مليون شخص. وفقاً لصحيفة فاينانشال تايمز، إسبانيا هي الوجهة الأكثر تفضيلاً بالنسبة للأوروبيين الغربيين الذين يفكرون في الانتقال من بلدانهم بحثاً عن وظائف في أماكن أخرى في الاتحاد الأوروبي.
ارتفع عدد المهاجرين في إسبانيا من 500.000 شخص في 1996 إلى 5.200.000 في عام 2008 من أصل مجموع السكان البالغ عددهم 46 مليون نسمة. في عام 2005 وحده، رفع برنامج تنظيم زيادة السكان سقف عدد المهاجرين القانوني إلى 700,000 شخص. ارتفع معدل البطالة بين المهاجرين إلى 67 ٪ في 2007. عرضت إسبانيا خطة جديدة للعودة الطوعية بحيث تشجع المهاجرين على مغادرة إسبانيا لمدة ثلاث سنوات مقابل مبلغ مالي قد يصل إلى 25.000 يورو، لكن وافق على العودة 186 إكوادروي فقط. بينما استجاب للعرض في الأشهر الأولى من 2009 فقط 1400 مهاجر. ووفقا للدراسة التي أجريت تحت إشراف مؤسسة «مقاولة ومجتمع»، فإنه من الآن وحتى عام 2020، ستكون إسبانيا في حاجة إلى أكثر من مليوني مهاجر، أي أكثر من 150 ألف مهاجر سنويًا 
في عام 2023 قامت أسبانيا بأطلاق برنامج الهجرة للعاملين علي الأنترنت أو ما يعرف بالبدو الرقميون لجذب العاملين علي الأنترنت كمهاجرين.

### اللغات
| الإسبانية رسمية ومستخدمة في جميع أنحاء البلاد الكتلانية، رسمية مشتركة الباسكية، رسمية مشتركة غاليسية، رسمية مشتركة | الآرانية، رسمية مشتركة (فرع من القسطانية) الأستورية، معترف بها الأراغونية، معترف بها الليونيزية، غير رسمية الاكتسريمادورية، غير رسمية الفالا، غير رسمية |

لغات إسبانيا (مبسطة)

تستخدم الإسبانية (أو القشتالية) في جميع أنحاء البلاد وبذلك تكون اللغة الوحيدة الرسمية على الصعيد الوطني. لكن توجد بضع لغات رسمية أخرى إلى جانب الإسبانية وهي خاصة بالأقاليم التي تتحدث بها:
- الباسكية (2٪) في إقليم الباسك ونافارا.
- الكتلانية (17٪) في كتلونيا وجزر البليار، أما في بلنسية فيستخدم فرع متميز من الكتالونية.
- غاليسية (7٪) [148] في غاليسيا.

توجد أيضاً بعض الأقليات الرومانسية الأخرى مثل المجموعة الأستورية الليونيزية والتي تضم لغتين في إسبانيا هما الأستورية (تسمى رسمياً «بابل») والتي تتمتع بالحماية الرسمية في أستورياس، والليونيزية وهي محمية في قشتالة وليون. تتمتع الأراغونية باعتراف مبهم في أراغون. وخلافاً للغات الباسكة والكتلانية والجليقية لا تمتلك هذه اللغات أي صفة رسمية. قد يعود هذا للعدد القليل جداً من المتحدثين بها، وقلة استخداماتها المكتوبة مقارنة بالكتلانية أو الجليقية وانخفاض الوعي الذاتي للناطقين بها وهو ما يعني عادة عدم وجود مطلب شعبي قوي للاعتراف باللغة في المناطق التي تستخدم بها.
في مليلية وهي مدينة تابعة لإسبانيا تقع في شمال أفريقيا تستخدم الأمازيغية الريفية من قبل جزء كبير من السكان. في المناطق السياحية على ساحل وجزر المتوسط، يتحدث بالإنجليزية والألمانية على نطاق واسع من قبل السياح والمقيمين الأجانب والعاملين في مجال السياحة.

### التعليم
التعليم الحكومي في إسبانيا مجاني وإلزامي من سن السادسة حتى السادسة عشر. أنشئ نظام التعليم الحالي بموجب قانون التعليم لعام 1990، قانون التنظيم العام للنظام التعليمي.

### الدين
| الدين في إسبانيا | الدين في إسبانيا | الدين في إسبانيا | الدين في إسبانيا | الدين في إسبانيا |
| ---------------- | ---------------- | ---------------- | ---------------- | ---------------- |
|                  |                  |                  |                  |                  |
| كاثوليكية        | كاثوليكية        |                  | 76%              | 76%              |
| لا دينية         | لا دينية         |                  | 13%              | 13%              |
| إلحاد            | إلحاد            |                  | 7.3%             | 7.3%             |
| لا إجابة         | لا إجابة         |                  | 1.6%             | 1.6%             |
| أخرى             | أخرى             |                  | 2.1%             | 2.1%             |
| المصدر:          |                  |                  |                  |                  |

كانت الكاثوليكية ولأمد طويل الدين الرئيسي في إسبانيا، وتُعرف إسبانيا بتراثها الكاثوليكي الثقافي والغنيّ، حيث تمتلك إسبانيا ثقافة كاثوليكية غنيَّة فهي مثل نظيراتها من الكنائس الأوروبية تملك مجموعة واسعة من الفنون والموسيقى المسيحيَّة، وتشرف الكنيسة الإسبانية على واحد من أكبر مستودعات للعمارة الدينية والفنيَّة في العالم. وعلى الرغم من أنها لا تحمل أية صفة رسمية بموجب القانون، فإنه يجب على الطلاب في جميع المدارس العامة في إسبانيا أن يختاروا بين مادتي الدين أو الأخلاقيات، بينما الكاثوليكية هي الدين الوحيد المدرس رسمياً رغم وجود أعداد كبيرة في بعض المدارس من الطلبة المسلمين. وفقاً لدراسة أجريت في يوليو 2009 من قبل مركز البحوث الاجتماعية الإسباني عرف 73% من الإسبان أنفسهم كاثوليكاً بينما 2.1% يتبعون أدياناً أخرى وحوالي 22% لم يحددوا أي دين من بينهم 7.3% من الملحدين. لا يشارك معظم الإسبان بأي انتظام في الخدمات الدينية. كما تظهر الدراسة ذاتها أنه 58% من بين الإسبان الذين يعدّون أنفسهم متدينين نادراً ما يذهبون إلى الكنيسة أو لا يذهبون إطلاقاً، بينما 17% يقوم بالحضور إلى الكنيسة بضع مرات في السنة و9% عدة مرات في الشهر و15% كل يوم أو عدة مرات في الأسبوع.

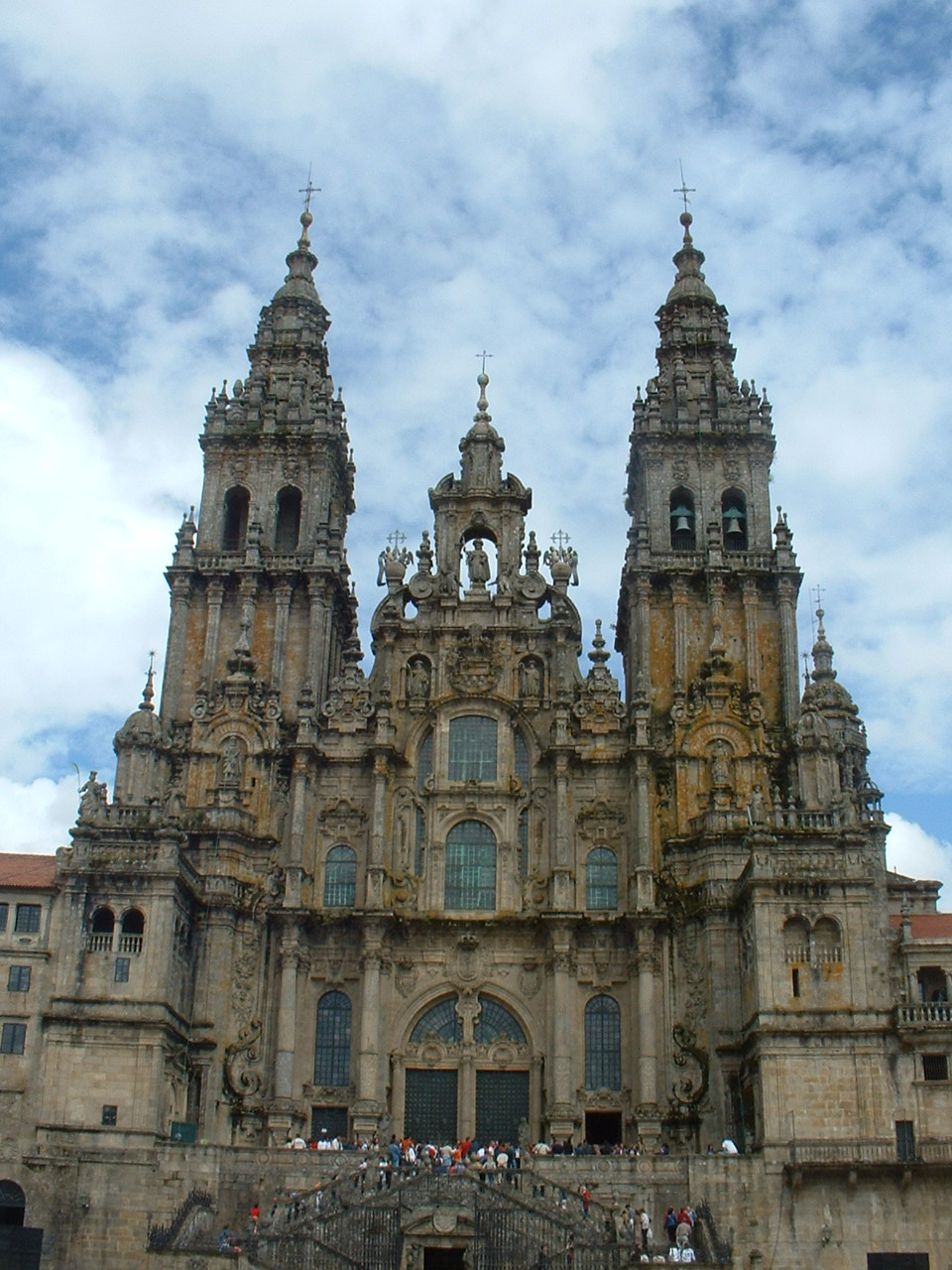
كاتدرائية سانتياغو دي كامبوستيلا في لا كرونيا وهي وجهة أتباع القديس جيمس.

لكن وفقاً لدراسة في ديسمبر 2006 صرح 48% من السكان باعتقادهم بوجود قوة أعلى، بينما وصف 41% أنفسهم ملحدين أو لا أدريين. إجمالاً، يعود حوالي 22% من الإسبان الخدمات الدينية على الأقل مرة واحدة في الشهر. على الرغم من أن المجتمع الإسباني أصبح أكثر علمانية إلى حد كبير في العقود الأخيرة، فإن تدفق المهاجرين من أمريكا اللاتينية الذين يميلون إلى أن يكونوا أكثر ممارسة للدين ساعد على استمرار الكنيسة الكاثوليكية.
تضم الكنائس البروتستانتية حوالي 1,200,000 عضواً فعالاً وهناك حوالي 105,000 من شهود يهوه. بينما يتبع كنيسة يسوع المسيح لقديسي الأيام الأخيرة ما يقرب من 46,000 شخص في 133 تجمع في جميع مناطق البلاد كما تمتلك معبداً في منطقة موراتالاث في مدريد.
أدت موجات الهجرة الأخيرة لتزايد أعداد المسلمين الذين يبلغ عددهم قرب المليون في إسبانيا. في الوقت الحاضر، الإسلام هو ثاني أكبر ديانة في إسبانيا وهو ما يمثل حوالي 2,3% من مجموع السكان. بعد طردهم في 1492، لم يعش المسلمون في إسبانيا لعدة قرون. لكن التوسع الاستعماري في القرن التاسع عشر في شمال غرب أفريقيا منح عدداً من المقيمين في المغرب الإسباني والصحراء الغربية المواطنة الكاملة. منذ ذلك الحين تتزايد الأعداد بسبب الهجرات الأخيرة وخصوصاً من المغرب والجزائر.
غابت اليهودية من الناحية العملية عن إسبانيا منذ عام 1492 وحتى القرن التاسع عشر عندما تم السماح مرة أخرى لليهود بدخول البلاد. حالياً هناك حوالي 62,000 يهودي في إسبانيا أو 0,14% من مجموع السكان. كان معظم الوافدين في القرن الماضي في حين أن بعضهم من نسل اليهود الذين سكنوا إسبانيا سابقاً. يعتقد أن ما يقرب من 80,000 من اليهود عاشوا في إسبانيا عشية محاكم التفتيش الإسبانية. يمنح حالياً اليهود السفارديم المنشأ وضعاً مفضلاً للحصول على الجنسية الإسبانية.

## الثقافة

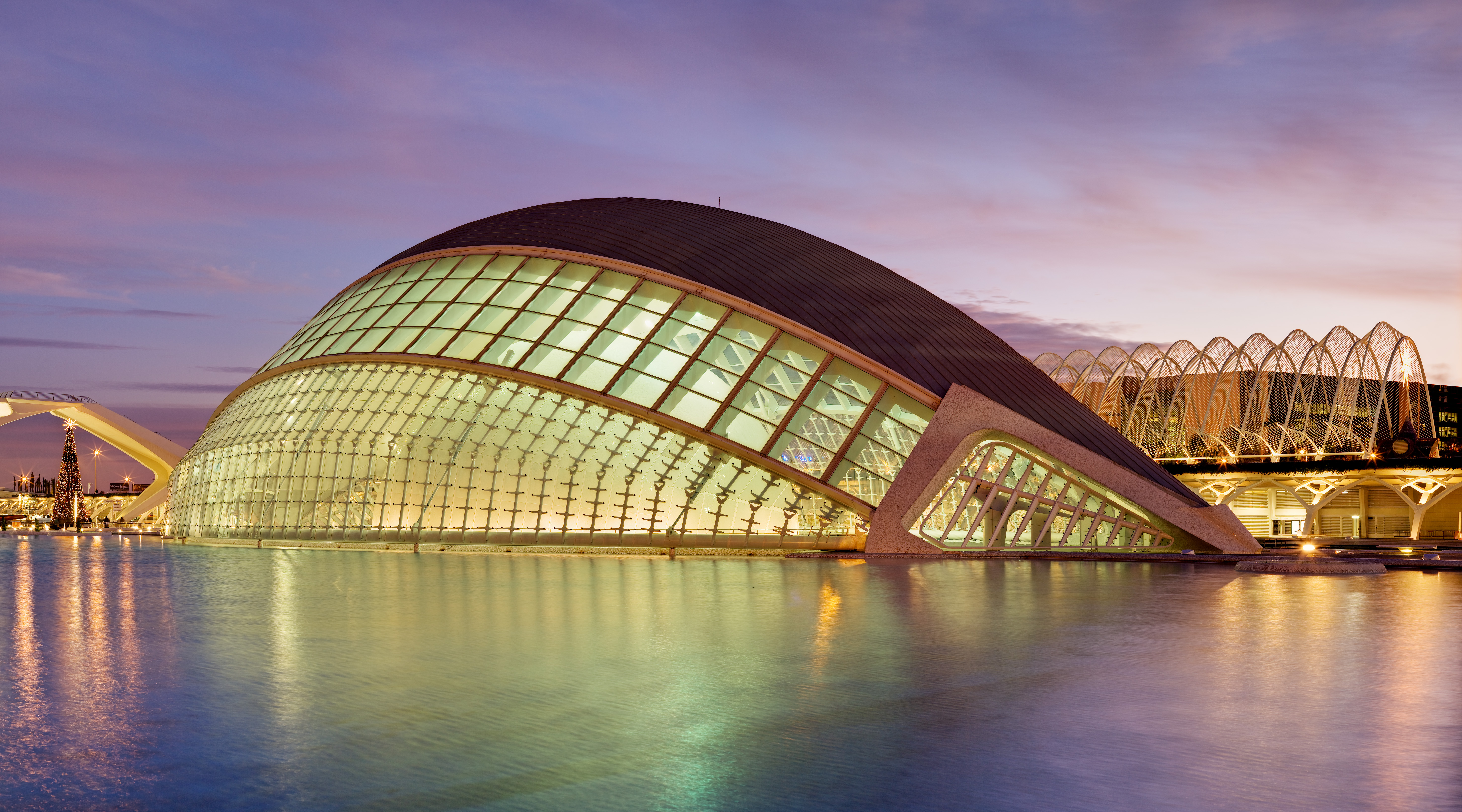
مدينة الفنون والعلوم، بلنسية

تعرف إسبانيا بتراثها المتعدد ثقافياً بسبب التنوع التاريخي وتنوع الأعراق الأيبيرية تعود جذور الثقافة الإسبانية إلى الثقافات الأيبيرية والسلتية والباسكية والثقافات اللاتينية والقوطية والكاثوليكية والموريسكية.
تميز تعريف الثقافة الوطنية الإسبانية بالتوتر بين الدولة المركزية التي هيمنت عليها قشتالة في القرون الأخيرة والعديد من المناطق والأقليات. بالإضافة إلى ذلك، لعب تاريخ الأمة وبيئتها المتوسطية والأطلسية دوراً قوياً في تشكيل ثقافتها. تمتلك إسبانيا ثاني أكبر عدد من مواقع التراث العالمي على قائمة اليونسكو في العالم بنحو 40 موقعاً تسبقها فقط إيطاليا.

### الأدب

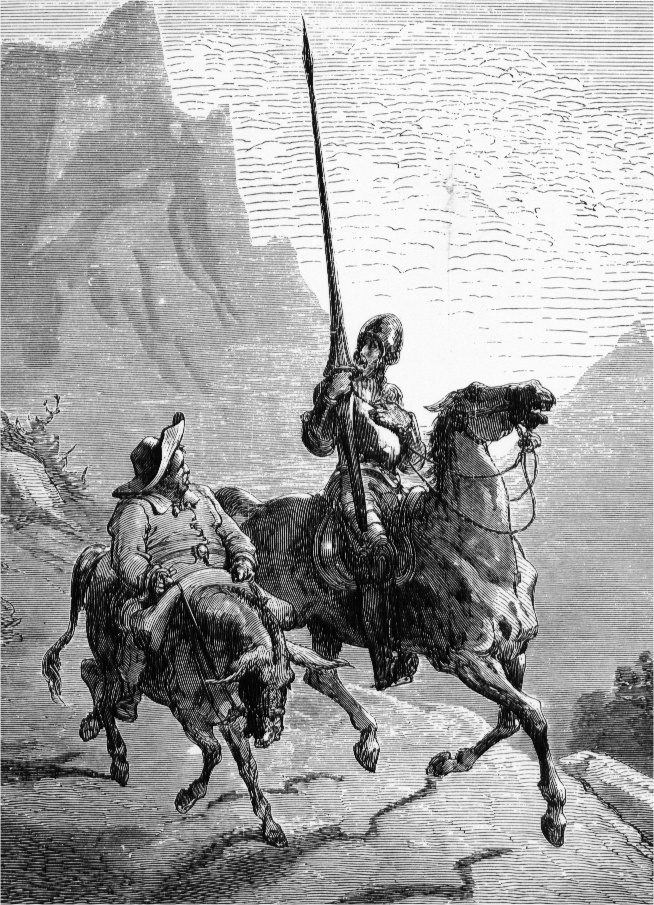
تعدّ رواية دون كيخوت لميغيل دي ثيربانتس أول رواية معاصرة.

يشير مصطلح الأدب الإسباني إلى الأدب المكتوب باللغة الإسبانية، بما في ذلك الأدب المكتوب بالإسبانية من قبل كتاب ليسوا بالضرورة من إسبانيا. من أصناف الأدب الأخرى الصادرة في إسبانيا بلغات غير الإسبانية، الأدب الكتلاني والجاليكي والباسكي. نظراً للتنوع التاريخي والجغرافي للأجيال، تعرض الأدب الإسباني لعدد كبير من المؤثرات المتنوعة جداً. يمكن تحديد بعض الحركات الأدبية الكبرى في إطار الأدب الإسباني.
يعدّ ميغيل دي ثيربانتس على الأرجح الكاتب الأكثر شهرة في إسبانيا من خلال عمله دون كيخوت الذي يعدّ العمل الأكثر رمزية عن الأدب الإسباني ومن الكلاسيكيات المؤسسة للأدب الغربي.

### المؤسسات
الأكاديمية الملكية الإسبانية هي المؤسسة المسؤولة عن تنظيم اللغة الإسبانية. يقع مقرها في مدريد ولكنها ترتبط بأكاديميات اللغة الوطنية في 21 دولة ناطقة بالإسبانية من خلال رابطة أكاديميات اللغة الإسبانية. رمزها هو بوتقة متقدة وشعارها هو «تنظف وتجهز وتعطي عزاً».
معهد الدراسات الكتلانية هو مؤسسة أكاديمية تسعى إلى إجراء البحوث والدراسات حول «جميع عناصر الثقافة الكتلانية». يعرف هذا المعهد أساساً من خلال عمله في توحيد اللغة الكتلانية. يقع مقره في برشلونة عاصمة كتلونيا. يوفر معهد الدراسات الكتلانية رسمياً معايير لكتالونيا الخاصة وكاتالونيا الشمالية (الموجودة في فرنسا) وجزر البليار وإمارة أندورا (البلد الوحيد حيث الكتلونية هي اللغة الرسمية الوحيدة). تمتلك منطقة بلنسية أكاديميتها الخاصة. في المنطقة التي تعرف باسم فرانخا دي بونينت على الطرف الشرقي من أراغون المتاخم لكتالونيا حيث تستخدم الكتالونية، يتم استخدام القواعد بحكم الواقع على الرغم من أن الكتلانية ليست لغة رسمية.

### الفن

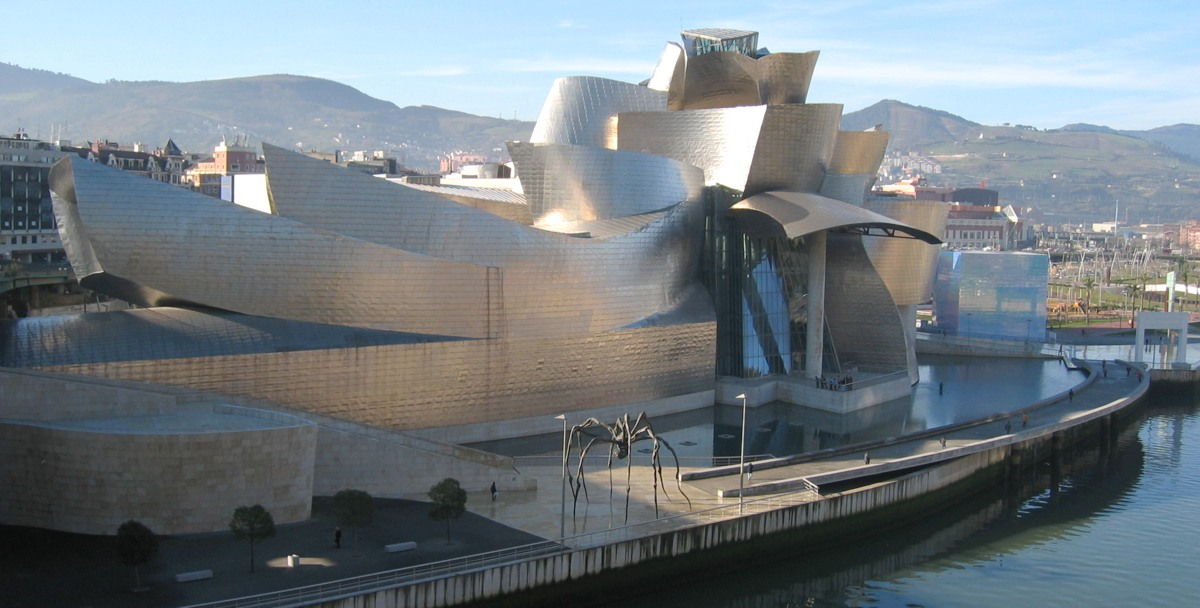
متحف غوغنهايم في بلباو.

كان الفنانون الإسبان ذوو تأثير كبير في تطوير مختلف الحركات الفنية الأوروبية. بسبب التنوع التاريخي والجغرافي عرف الفن الإسباني عدداً كبيراً من التأثيرات. التراث الإسلامي في إسبانيا وخاصة في أندلوسيا لا يزال واضحاً اليوم في مدن مثل قرطبة وإشبيلية وغرناطة. أما التأثيرات الأوروبية فتشمل إيطاليا وألمانيا وفرنسا وخصوصاً خلال فترات الباروك والكلاسيكية الحديثة.

### السينما
حققت السينما الإسبانية نجاحاً دولياً كبيراً بما في ذلك جوائز الأوسكار لأفلام حديثة مثل متاهة بان وبولبير. خلال التاريخ الطويل للسينما الإسبانية، كان المخرج العظيم لويس بونويل أول من حقق شهرة عالمية، تلاه بيدرو المودوبار في الثمانينيات. شهدت السينما الإسبانية أيضاً نجاحاً دولياً على مر السنين مع أفلام لمخرجين مثل سيغوندو دي شومون وفلوريان ري ولويس غارسيا بيرلانغا وكارلوس ساورا ووخوليو ميديم وأليخاندرو آمينابار.

### العمارة
تشير العمارة الإسبانية إلى العمارة التي نفذت خلال أي حقبة في ما هو الآن في إسبانيا، وعلى يد المهندسين المعماريين الإسبان في جميع أنحاء العالم. يشمل هذا التعبير المباني ضمن الحدود الجغرافية الحالية لإسبانيا حتى قبل أن تعطى التسمية الحالية سواء كانت تسمى هسبانيا أو الأندلس أو خلال حكم الممالك المسيحية.
نظراً للتنوع التاريخي والجغرافي للبلاد فإن العمارة الإسبانية متنوعة ومرت بمجموعة من المؤثرات الرومانسكية والقوطية والأندلسية. أسس الرومان مدينة قرطبة وبنيتها التحتية الواسعة، حيث أصبحت قرطبة عاصمة ثقافية تضم لاحقاً الطراز المعماري الأندلسي الراقي خلال حكم الدولة الأموية. استمر الطراز المعماري الأندلسي التالي في التطور تحت حكم السلالات الأندلسية المتعاقبة والتي انتهت مع بني نصر الذين بنوا مجمع القصر الشهير باسم الحمراء في غرناطة.

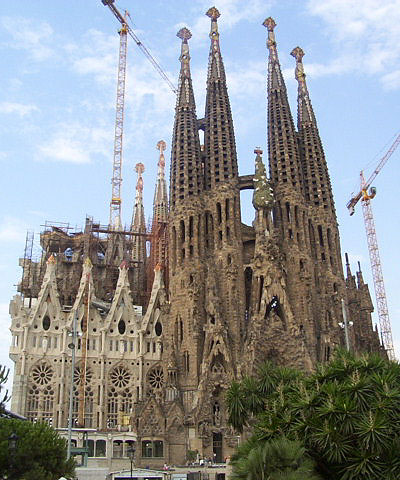
ساغرادا فاميليا في برشلونة

في ذات الوقت، ظهرت الممالك المسيحية تدريجياً وطورت أنماطها الخاصة، حيث طوروا الأنماط ما قبل الرومانسكية لفترة من الوقت عندما كانت تلك الممالك معزولة عن التأثيرات المعمارية الأوروبية المعاصرة السائدة خلال العصور الوسطى، لكنها قامت لاحقاً بدمج العمارة القوطية بالرومانسكية. كان بعد ذلك ازدهار غير عادي للطراز القوطي الذي انتشر في جميع أنحاء المنطقة. ظهر أسلوب موديخار بين القرنين الثاني عشر والسابع عشر عن طريق إدخال الزخارف والطراز الأندلسي وأنماطه وعناصره في البناء الأوروبي.

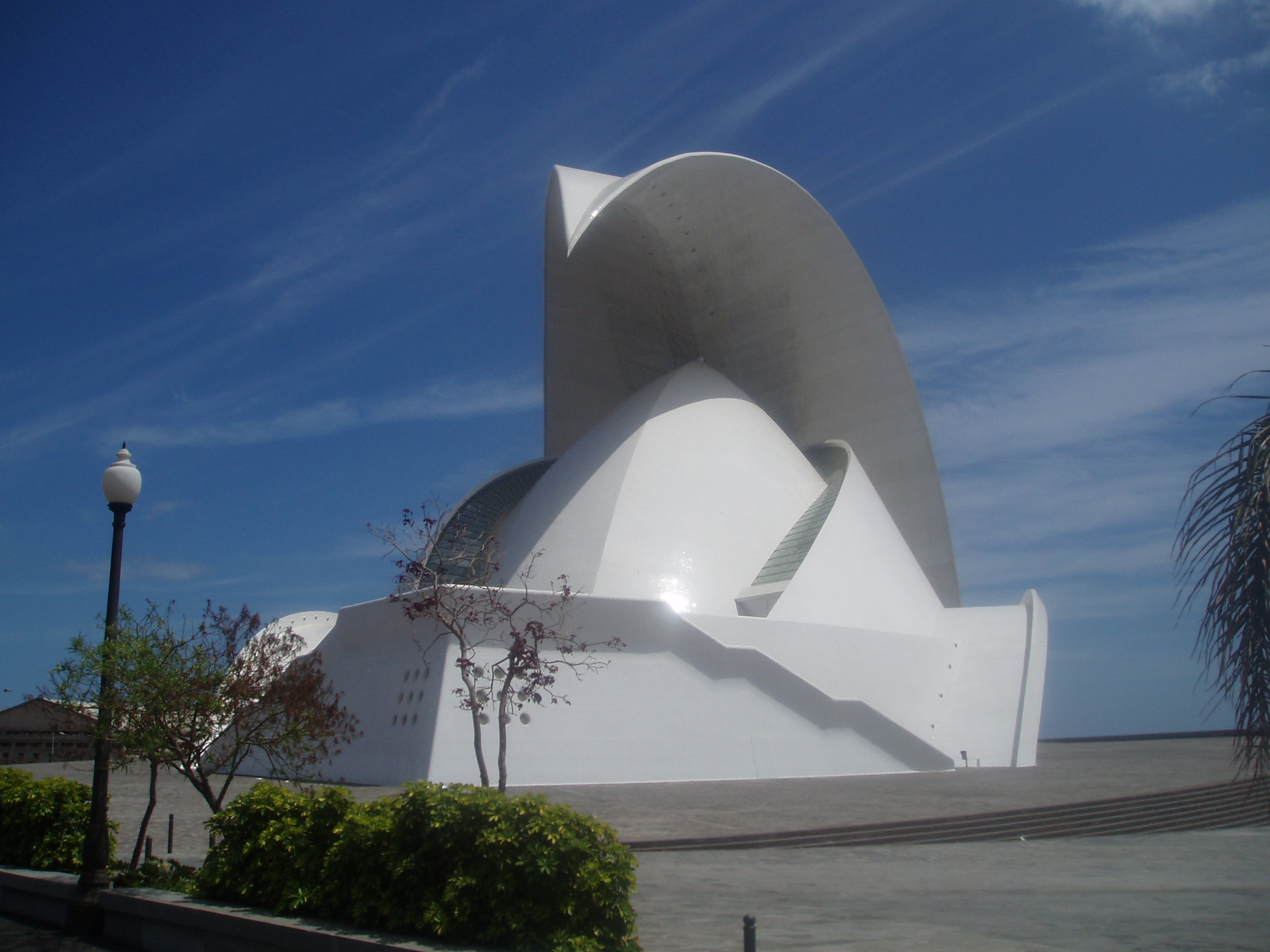
تينيريفي أوبرا

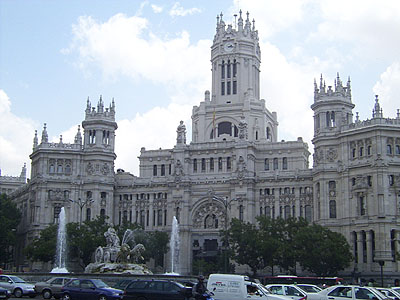
بلازا دي سيبيليس في مدريد

أنتج وصول الحداثة إلى الساحة الأكاديمية الكثير من الهندسة المعمارية في القرن العشرين. برزت حركة مؤثرة تركزت في برشلونة عرفت باسم الحداثة وأنتجت عدداً من المهندسين المعماريين الهامين ومنهم غاودي. بينما قاد الأسلوب الدولي جماعات مثل جاتيباك. تشهد إسبانيا حالياً ثورة في العمارة المعاصرة كما نال المهندسون المعماريون الإسبان مثل رافاييل مونيو وسنتياغو كالاترافا وريكاردو بوفيل وكذلك العديد من الآخرين قد شهرة في جميع أنحاء العالم.

### الموسيقى

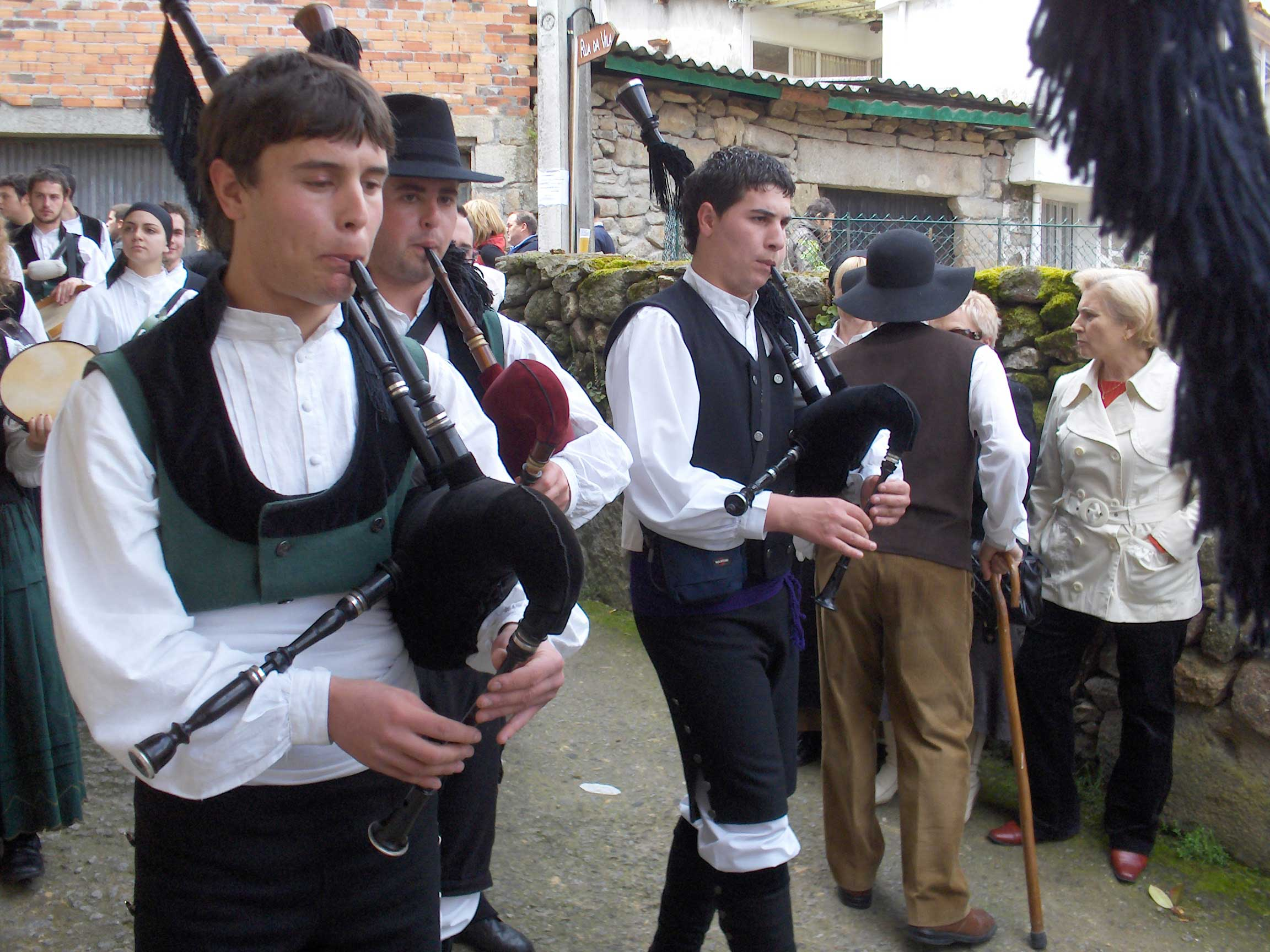
عازفو مزمار القربة الإسبان أو غيتيروس في ثيلانوبا في (أورينسي)

غالباً ما تعدّ الموسيقى الإسبانية في الخارج مرادفة للفلامنكو الذي هو صنف موسيقي من غربي أندلوسيا، كما أنه خلافاً للاعتقاد السائد غير منتشر على نطاق واسع خارج تلك المنطقة. توجد أنماط إقليمية مختلفة من الموسيقى الشعبية في أراغون وكاتالونيا وبلنسية وقشتالة وبلاد الباسك وغاليسيا وأستورياس. كما تشيع موسيقى البوب والروك والهيب هوب والهيفي ميتال وتحظى بشعبية كبيرة.
في مجال الموسيقى الكلاسيكية، أنتجت إسبانيا عددا من الملحنين مثل إسحق ألبينيز ومانويل دي فالا وانريكي غرانادوس ومغنين وفنانين مثل بلاثيدو دومينغو وخوسيه كاريراس ومونتسيرات كابايه وأليسيا دي لاروكا وألفريدو كراوس وبابلو كاسالز وريكاردو فينيس وخوسيه إتوربي وبابلو دي ساراساتي وخوردي سابال وتيريزا بيرغانثا. يوجد في إسبانيا أكثر من أربعين فرقة أوركسترا محترفة بما في ذلك أوركسترا برشلونة السمفونية والأوركسترا الوطنية الإسبانية والأوركسترا السمفونية في مدريد. من دور الأوبرا الكبرى تياترو ريال وغران تياتري ديل ليثيو وتياترو أرياغا وإل بالاو دي ليس أرتس رينا سوفيا.
يسافر الآلاف من عشاق الموسيقى أيضاً إلى إسبانيا كل عام لحضور المهرجانات الموسيقية المشهورة دولياً مثل سونار الذي يعرض غالباً أشهر أنواع موسيقى البوب والتكنو، وبنيكاسيم الذي يعرض ألتيرناتيف روك والرقصات. يعكس المهرجانان مكانة إسبانيا في الموسيقى العالمية وتعكس أذواق الشباب في البلاد.
من أكثر الآلات الموسيقية الناشئة في إسبانيا شعبية الغيتار. أيضاً تشتهر القربة بين الفرق الشمالية ولا سيما في غاليسيا وأستورياس.

### المطبخ

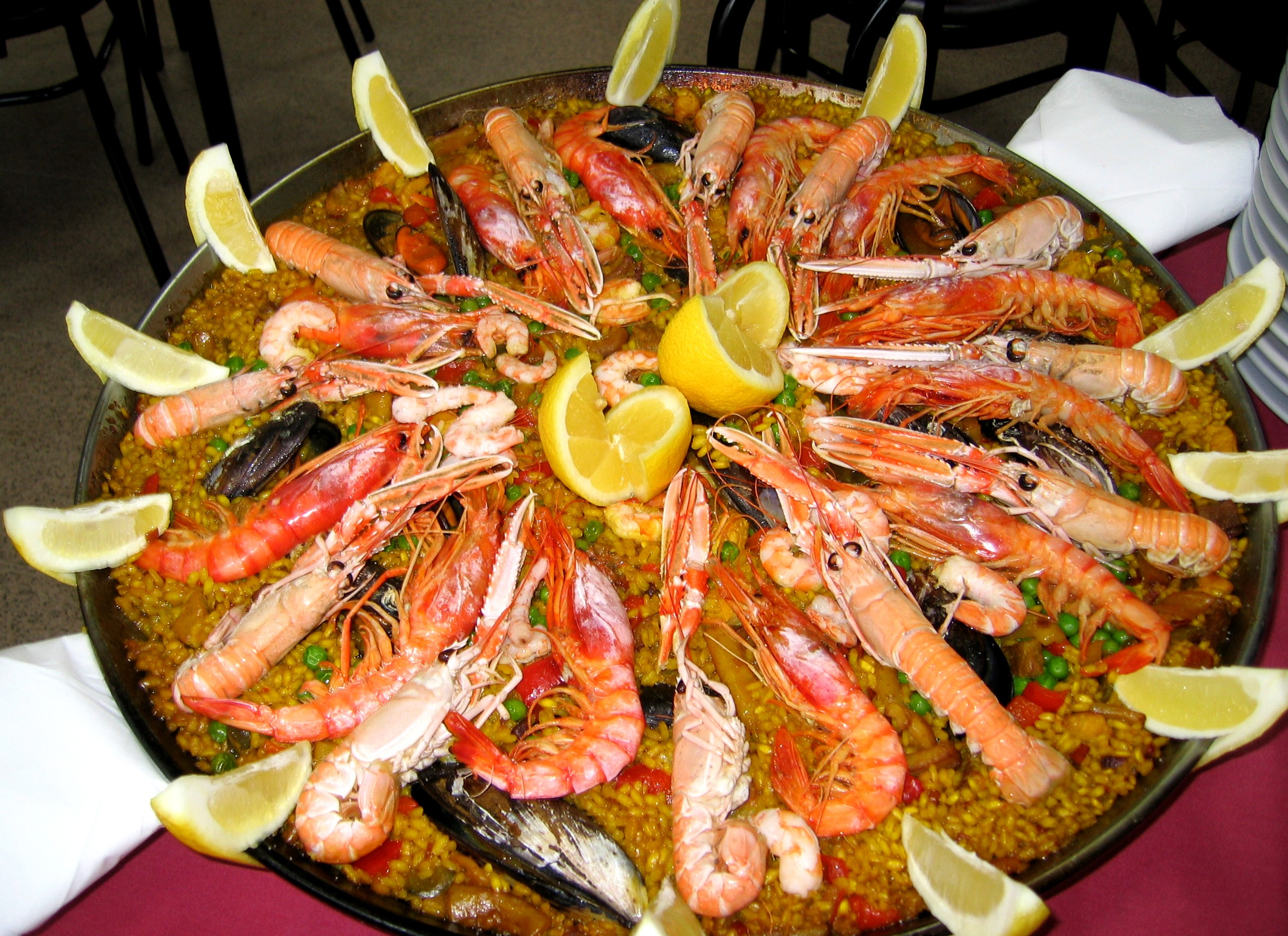
البايلا، طبق نشأ في منطقة بلنسية

يتكون المطبخ الإسباني من مجموعة كبيرة ومتنوعة من الأطباق التي تعكس تنوع التأثيرات في البلاد. فبداية تمتلك المأكولات البحرية حصة كبيرة من الأطباق بسبب إطلال البلاد على المتوسط والأطلسي. كما أن تأثير الحضارات المختلفة التي مرت على إسبانيا ترك بصمته في مطبخها الفريد. يمكن التعرف على ثلاثة أقسام رئيسية هي:
- المطبخ المتوسطي: في كامل المناطق المتوسطية من كتالونيا إلى أندلوسيا حيث تشيع المأكولات البحرية مثل بيسكيتو فريتو، والعديد من الشوربات الباردة مثل شوربة جازباتشو، والعديد من الأطباق المرتكزة على الأرز مثل البايلا من بلنسية [165] (وهي من كلمة «بقية» حيث أنه صينية أرز وخضروات مختلفة مع قطع من لحم الأرانب بالإضافة إلى قواقع البحر وجمبري)، وأروز نيغرو من كاتالونيا.[166]
- المطبخ الداخلي: في قشتالة حيث يشمل شوربات ساخنة سميكة مثل شوربة قشتالية قوامها الخبز والثوم، بالإضافة إلى أطباق حساء رئيسية مثل كوسيدو مادريلينيو. يحفظ الطعام تقليدياً بتمليحه مثل لحم الخنزير الإسباني أو بغمره في زيت الزيتون مثل جبن مانشيجو.
- المطبخ الأطلسي في كامل الساحل الشمالي من غاليسيا إلى نابرة حيث أطباق الحساء التي تعتمد الأسماك والخضار مثل بوتي غاليغو ومارميتاكو. وأيضاً لحم خنزير لاكون.

### الرياضة

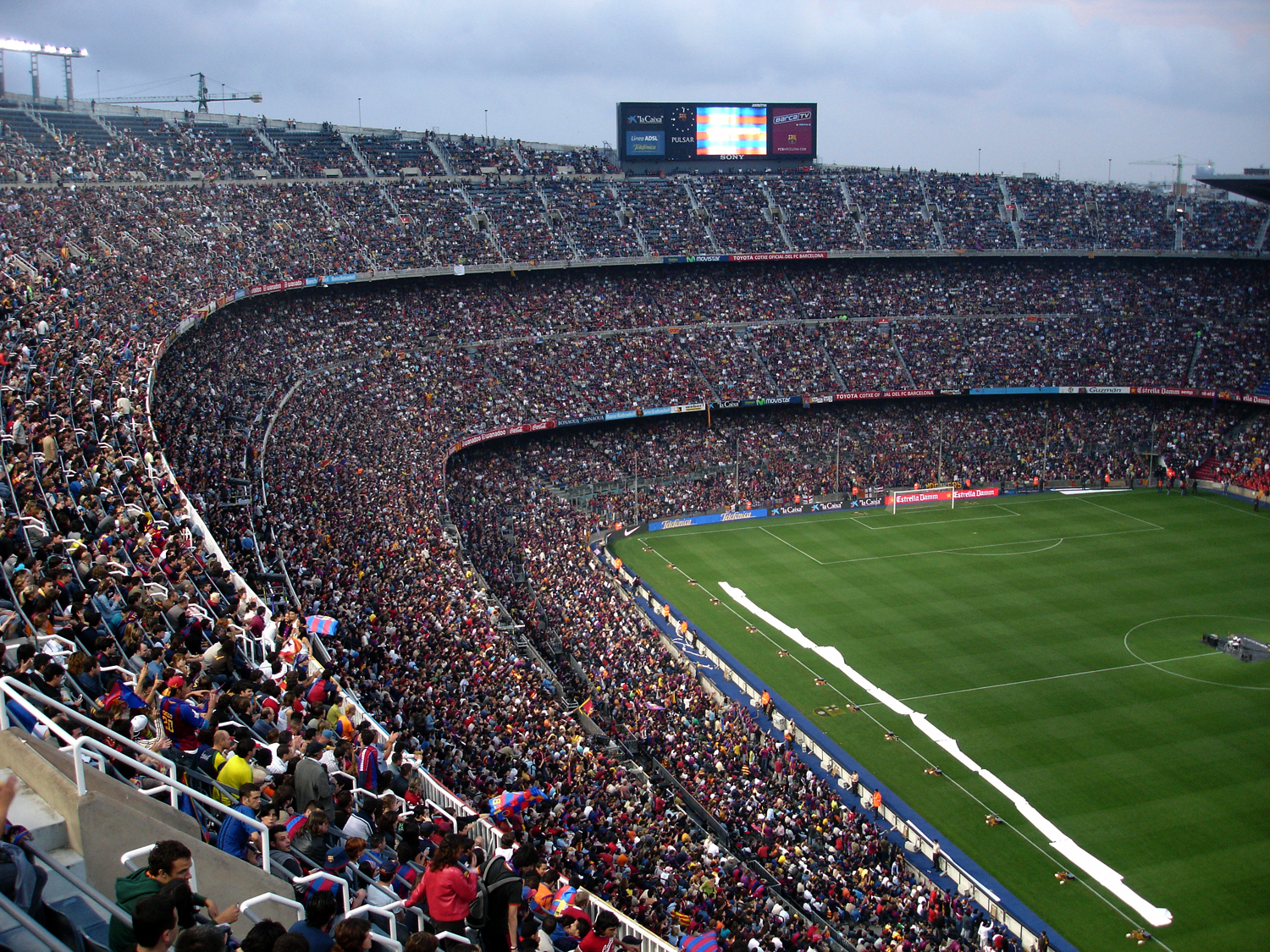
يعد ملعب الكامب نو في برشلونة الأكبر في أوروبا.

تهيمن رياضة كرة القدم في إسبانيا منذ بدايات القرن العشرين. يعد ناديا ريال مدريد وبرشلونة لكرة القدم من أكثر أندية كرة القدم نجاحاً في العالم. بينما فاز منتخب البلاد لكرة القدم ببطولة كأس الأمم الأوروبية في سنوات 1964 و2008 و2012 وكأس العالم لكرة القدم في عام 2010.
تعد كرة السلة والتنس وركوب الدراجات وكرة اليد والدراجات النارية ومؤخراً الفورمولا ون أيضاً مهمة بسبب وجود أبطال رياضيين إسبان فيها. تعد إسبانيا قوة رئيسية على صعيد الرياضة العالمية، ولا سيما منذ دورة الألعاب الأولمبية الصيفية لعام 1992 التي استضافتها برشلونة وشجعت مجموعة كبيرة ومتنوعة من الألعاب الرياضية في البلاد. أدت صناعة السياحة إلى تحسين البنية التحتية الرياضية وخاصة الرياضات المائية والغولف والتزلج.
يشتهر رافاييل نادال لاعب التنس الإسباني بفوزه بعدة ألقاب من البطولات الأربع الكبرى بما في ذلك فردي الرجال في ويمبلدون 2010. تمتلك لعبة بيلوتا في شمال إسبانيا شعبية كبيرة. ألبيرتو كونتادور دراج إسباني بارز وفاز بعدة ألقاب من الغراند تور بما فيها تور دو فرانس ثلاث مرات.

### الأعياد والعطل الرسمية
تشمل أيام العطل الرسمية في إسبانيا مزيجاً من المناسبات الدينية (الكاثوليكية) والاحتفالات الوطنية الإقليمية. يسمح لكل بلدية بإعلان 14 يوم عطلة رسمية في السنة كحد أقصى؛ يتم اختيار ما يصل إلى تسعة منها من قبل الحكومة الوطنية، ويتم اختيار اثنتين على الأقل محلياً. يحل يوم إسبانيا الوطني في 12 أكتوبر، بينما يحتفل بذكرى اكتشاف أمريكا وعيد ذكرى سيدة العمود حامية أراغون في جميع أنحاء إسبانيا.

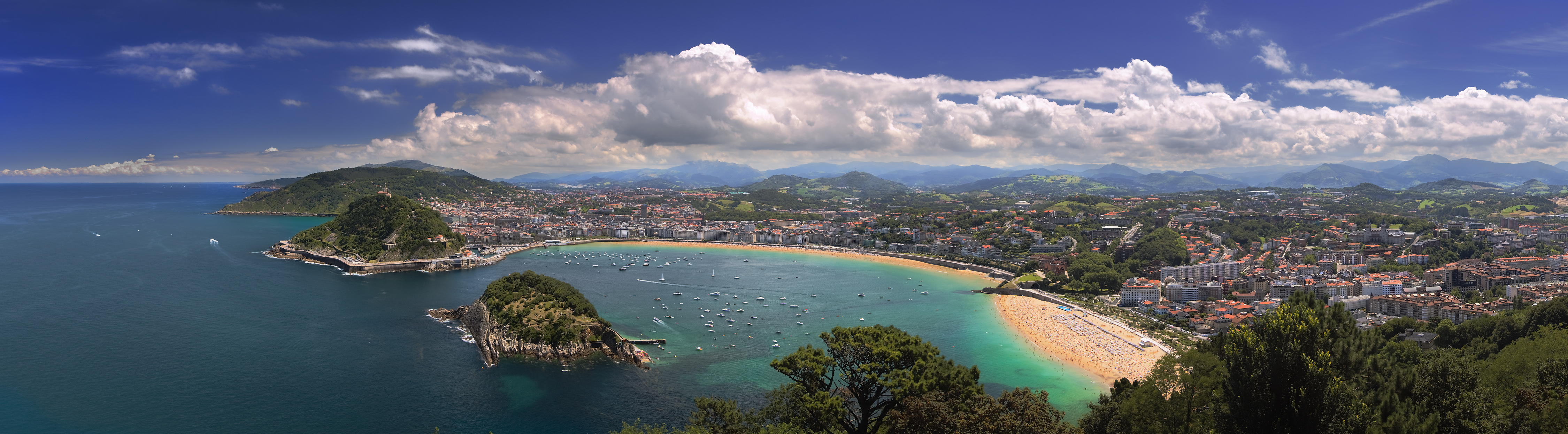
مدينة سان سباستيان في غيبوثكوا

## معرض الصور

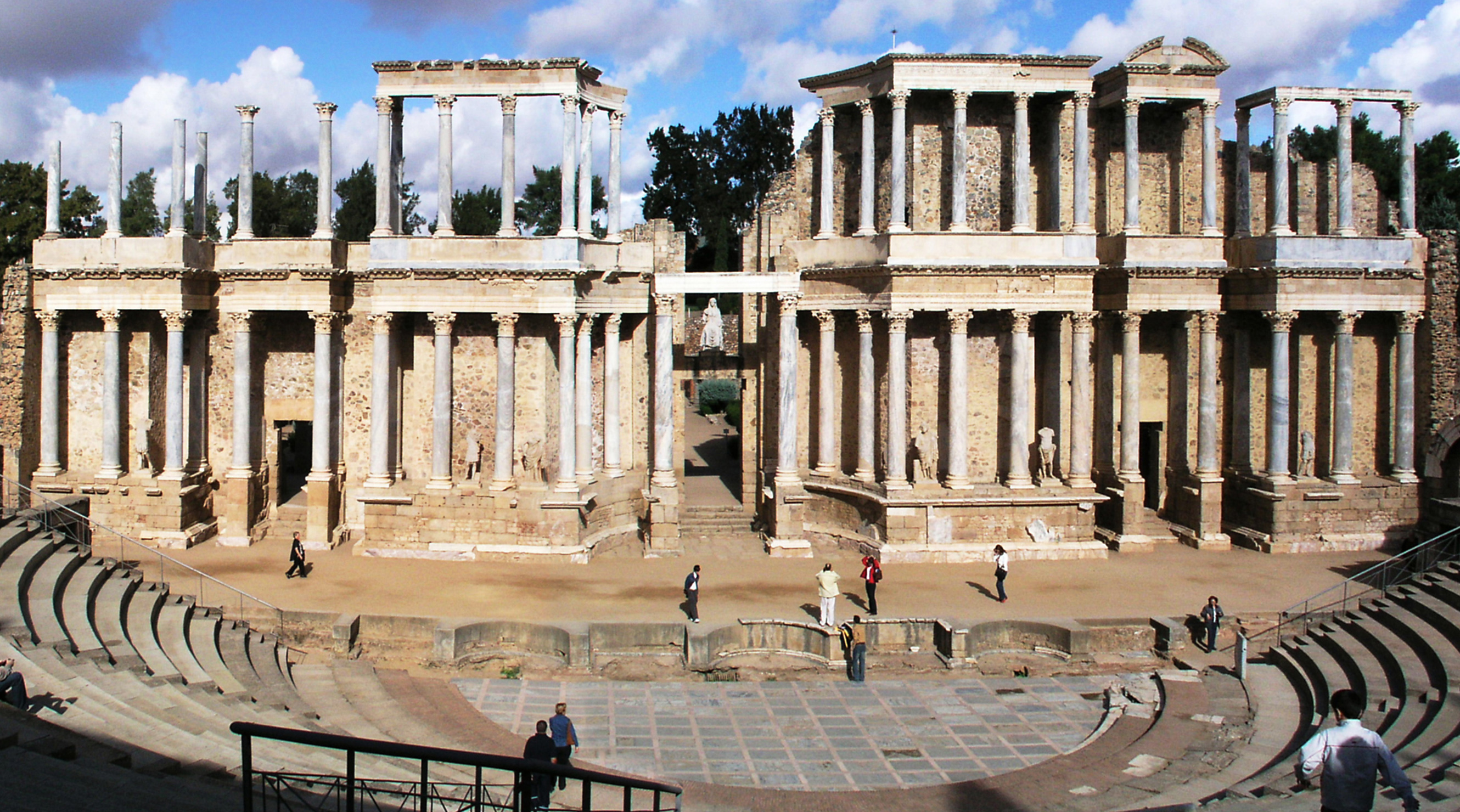
المدرج الروماني في مديرا في بطليوس.
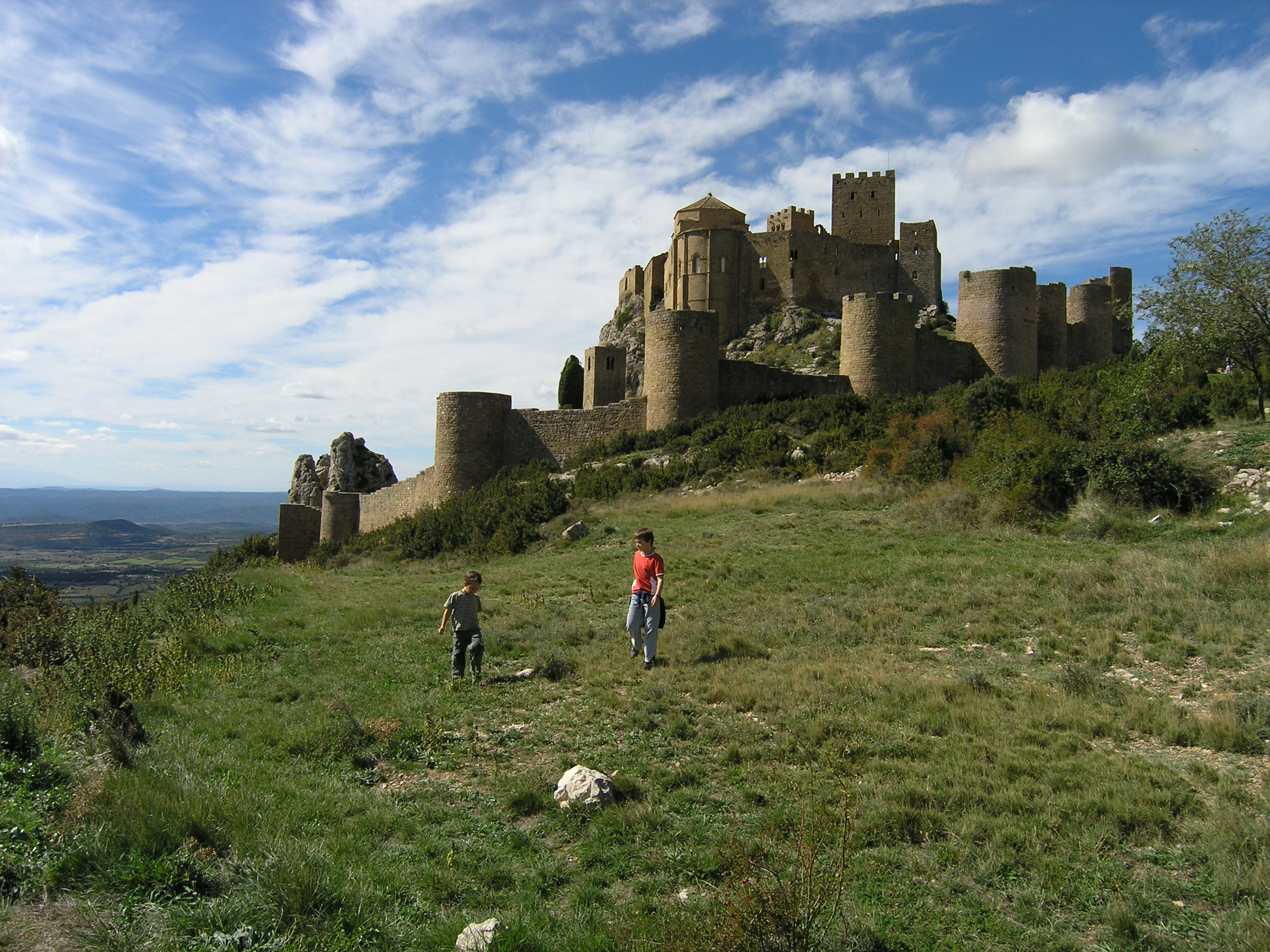
قلعة لوبار في أويسكا.
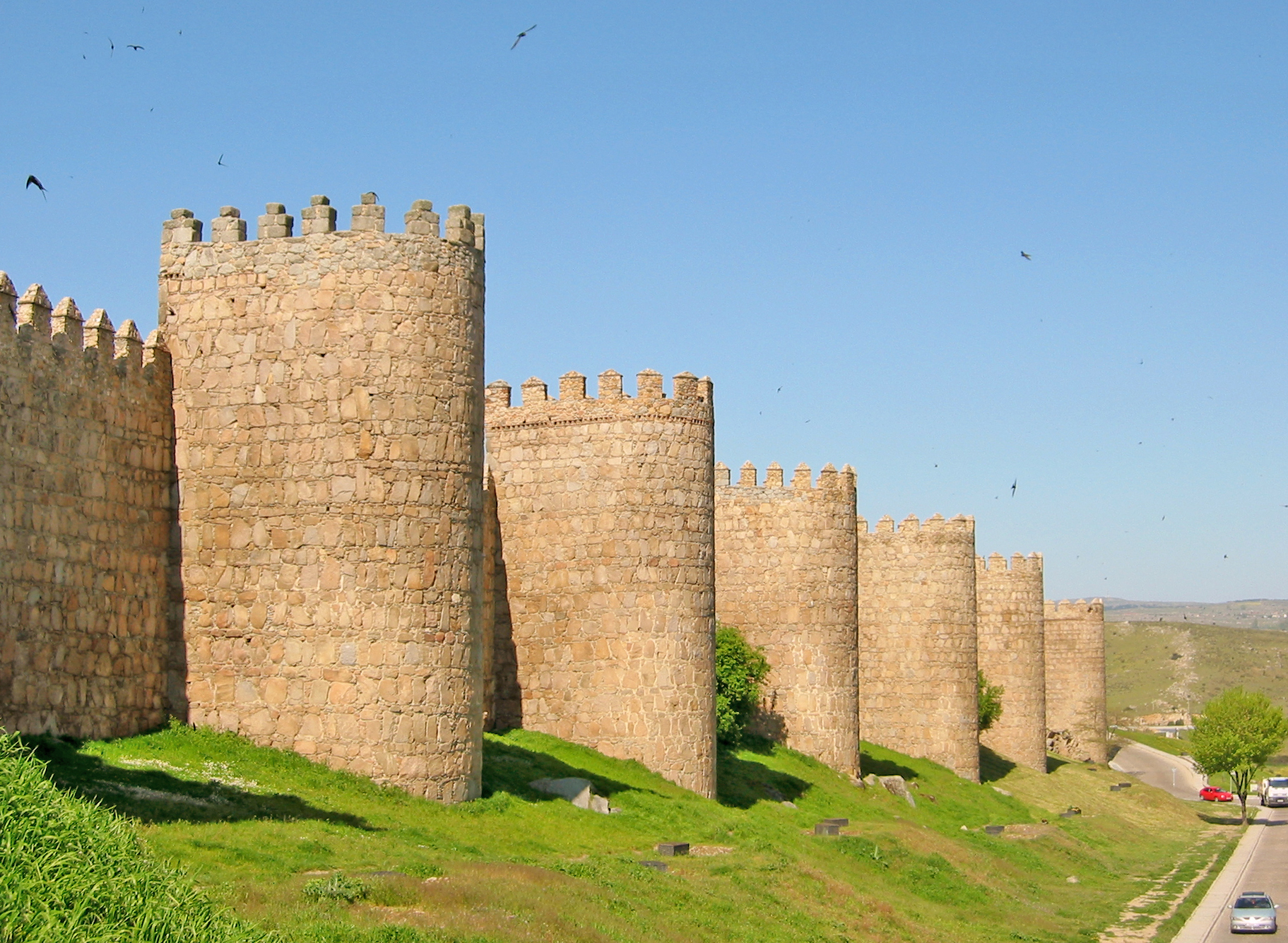
أسوار مدينة آبلة.
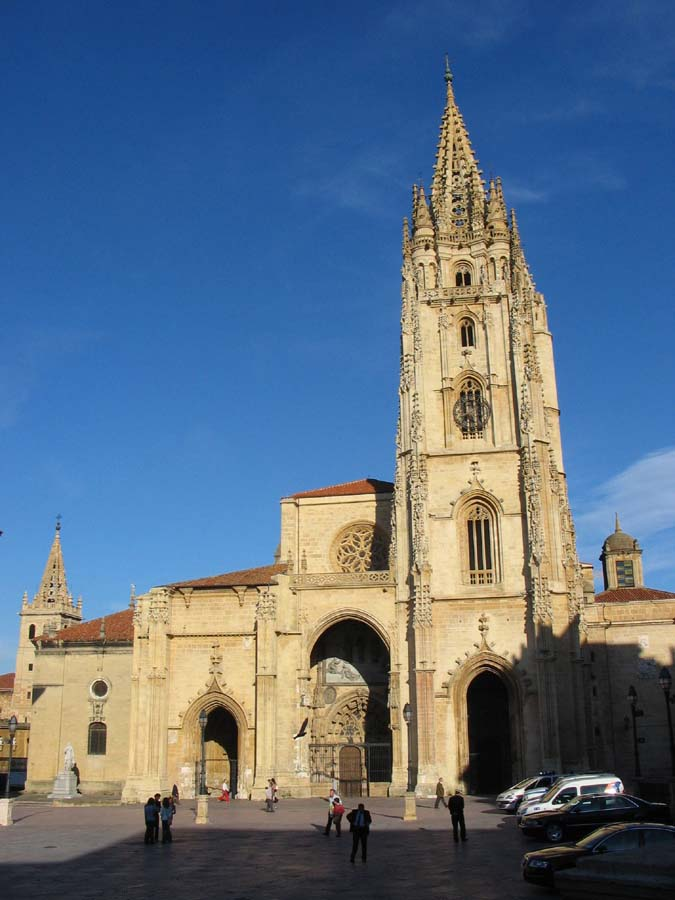
كنيسة المخلص المقدس في أستورياس.
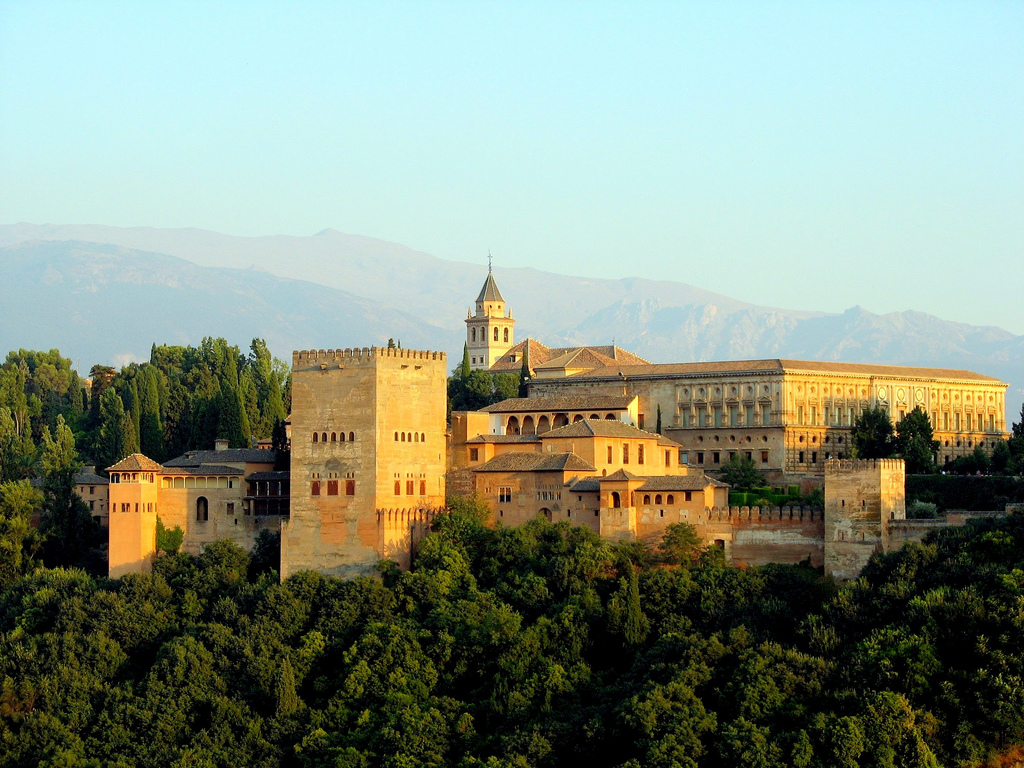
قصر الحمراء في غرناطة.

## مواضيع مرتبطة
- موسيقى إسبانيا
- قائمة للمناطق الإدارية الإسبانية على حسب الترتيب السكاني
- قائمة المناطق الحضريه الكبرى في إسبانيا من قبل السكان
- كوستا بسكا
- مدريد
- علم إسبانيا

## وصلات خارجية
- (بالإسبانية) موقع رسمي سياحي
- (بالإسبانية) موقع العائلة الملكية
- (بالإسبانية) موقع حكومي
- (بالإسبانية) موقع مجلس النواب
- (بالإسبانية) موقع مجلس الأعيان